# 前野智昭
前野 智昭（まえの ともあき、1982年5月26日 - ）は、日本の男性声優。茨城県下妻市出身。アーツビジョン所属。妻は同じく声優の小松未可子。

## 経歴

### 声優になるきっかけ
小学2年生くらいの時に姉と一緒に観ていた『ドラゴンボール』がきっかけで声優を志す。本格的に声優を意識したのは中学1年生の時に『ときめきメモリアル』をプレイしてから。出演している声優を非常に好きになり、具体的に声優を目指したいと思うようになった。

### 声優になるまで
考えていた進路は反対されるかもしれないことから、高校進学後に声優の学校に入学するための学費を貯めようと思い、ファミレスのウェイターのアルバイトをしていた。姉が先に声優の専門学校に入り、自身は別の声優専門学校であり、ラジオで知ったアミューズメントメディア総合学院に入学し、2003年に卒業。インターンシップで外画作品に出演していたため、アミューズメントメディア総合学院から推薦したアーツビジョンに預かり入所しつつ日本ナレーション演技研究所で学んだ。
母校のアミューズメントメディア総合学院では卒業後しばらく、アシスタントのアルバイトをしていた。アーツビジョンでは預かりが3年、新人登録が3年と下積みの時代を6年間経験し、この期間を経て正所属となった。アミューズメントメディア総合学院では柿原徹也と同期であり、卒業後すぐに活躍していた柿原の姿を見て、ジェラシーを感じていたとのちに語っている。また、日本ナレーション演技研究所では鈴木達央、植田佳奈、神原大地、中村繪里子と同じクラスだった。

### キャリア
初仕事はアミューズメントメディア総合学院時代のインターンシップでのドラマCD『カナリア 〜この想いを歌に乗せて〜』だった。外画の吹き替えで声優デビューした。
当時は内容も難しい歴史関連の3部作で主役を演じていたが、セリフ量が非常に多く、4ページぶち抜きの長ゼリフもあり、とてつもなく荷が重い作品だった。演技力でこの大作を乗り切れるかどうか不安はあり、案の定、3部作の途中で主役を他の声優と交代することになった。しかし主役以外の役も演じていたため、作品としてはまっとうしていたが、ほろ苦いデビュー作になってしまったという。
アニメもちょい役では出演していたが、仕事のほとんどは外画であったという。
「仕事を離れようか」と思ったりしていた時期もあり、一度芝居を離れてみることで、「何か見えることもあるんじゃないか」というアドバイスを受けたりしていた。しかし、「そこでまた戻ってこれるかどうか」というのは分らず、「戻って来られないんじゃないか」という不安のほうが大きかった。その時に「僕には、ほんの少しの期間でも、声優の仕事を離れるという選択肢はあり得ないな」とつくづく思っていた。ずっと日記を付けているが、当時の日記を読み返していたところ、「くそっ、仕事がない」となど赤裸々に綴るなど、病んでいたという。
その後も外画を中心に活動していたが、ある外画の現場に、同い年で新人マネージャーが見学に来ていた。その時に「僕は今、ずっと外画をやらせていただいてるんですけど、アニメにも出演したいんです」という話をしたところ、テレビアニメ『図書館戦争』のオーディションの話を貰った。それまで外画畑で、その新人マネージャー以外には「アニメを本格的にやりたい」というアピールを真剣にしたことがなかったという。これがベテランのマネージャーだった場合、萎縮して気軽に夢を喋ることはできなかったと語る。後から話を聞いたところ、そのマネージャーも自分で役者をオーディションに推薦する作品は『図書館戦争』が初めてで、ボイスサンプルを聴いて直感で選んでくれたようだったという。
それほど仕事がなかった時期ではあったが、スタジオオーディションの日が外画の仕事と重なり会場に行けず、芝居を聴いてもらえたのは、1次審査用のテープだけで「スタジオ審査できてないから、これは絶対に駄目じゃないか」と諦めていた。その時に原作者の有川浩も含めて、満場一致で前野に決まり、2008年にアニメとしても初めての大役である『図書館戦争』の堂上篤役に抜擢される。それまでアニメのオーディションを受けたことは色々はあったが、合格したのは『図書館戦争』が初めてで、「まさか！」と驚いていたという。
同年、『図書館戦争』と同時期に出演が決まった『魔法遣いに大切なこと 〜夏のソラ〜』の緑川豪太役に抜擢される。『図書館戦争』だけだったら、「またしばらくアニメとは縁遠くなるだろうな」と思っていた時の作品だったため、「あ、コレだけで終わらないんだ」という安心感があり、オーディションで受かった役のため、自信にも繋がったという。作品のテイストも『図書館戦争』とは全く違ったため、新たな気分で臨めた作品だったという。
2010年3月6日、第4回声優アワードにて新人男優賞を受賞した。
電撃Girl's Style「乙女ゲームアワード2014」「ガールズゲームアワード2017」の声優部門にて第1位を獲得した。

### 現在まで
2020年5月12日、声優の小松未可子と結婚したことを事務所公式サイトで発表した。2022年8月17日、妻である小松の第1子妊娠を報告した。

## 人物
特技は茨城弁。専門学校へ入る前に茨城弁で「外郎売」を覚えてしまい、後に苦労したと語っている。
それまで演じてきたキャラクターに関しては、どんな役でも非常によく覚えている。演じることが大好きであり、キャラクターを演じる延長線上ならば何でもできると語っている。役柄としてはメガネをかけているようなキャラクターを演じることが多い気がしているという。
初期に出演していた外画で、思い出の作品は、『24 -TWENTY FOUR- シーズン6』、今まで出演して印象的だった吹き替え作品は『ジェニファー・ラヴ・ヒューイットのセレブリティ』を挙げている。
スポーツ観戦・ドライブを趣味としている。プロ野球では読売ジャイアンツのファンであり、サッカーでは中山雅史が好きである。声優を志す前はプロ野球選手になりたいと思っていたと語っている。父が「そういうふうに育てたい」と思っていたようで、野球は好きだったという。また、自身の中学時代はサッカー部だった。
大型二輪の免許を持っている。

## 出演
太字はメインキャラクター。

### テレビアニメ
2003年
- ミッドナイトホラースクール（仮ボイスキャスト）

2005年
- ピーチガール（ライフガード、生徒達、学級委員、男子生徒、カメラマン、ガードマン）

2006年
- 金色のコルダ〜primo passo〜（通行人）

2007年
- Over Drive（選手）
- 風のスティグマ（地術士）
- CLANNAD-クラナド-（男子生徒）
- ナイトウィザード The ANIMATION（生徒）
- NARUTO -ナルト- 疾風伝（医療忍者、長門〈幼少時代・少年期〉、風魔）
- ふしぎ星の☆ふたご姫 Gyu!（美形鳥）
- ムシウタ（特環局員）

2008年
- 喰霊-零-（観世トオル）
- 今日からマ王!（兵士）
- ケロロ軍曹（運転手、村人）
- ゴルゴ13（警官、リチャードの部下）
- スレイヤーズREVOLUTION（村人B）
- 絶対やれるギリシャ神話（アスクレピオス、タンタロス）
- 図書館戦争（堂上篤）
- ドルアーガの塔（2008年 - 2009年、登頂者、兵士） - 2シリーズ
- 隠の王（クラスメイト、宅配員）
- ネオ アンジェリーク Abyss（銀樹騎士、学生） - 2シリーズ
- 乃木坂春香の秘密（男子生徒B）
- BLUE DRAGON 天界の七竜（オペレーター）
- ペルソナ 〜トリニティ・ソウル〜（キャスター）
- 魔法遣いに大切なこと 〜夏のソラ〜（緑川豪太）
- モノクローム・ファクター（不良少年）
- 薬師寺涼子の怪奇事件簿（桂川の秘書、武装男C、手下A）

2009年
- アラド戦記〜スラップアップパーティー〜（兵士B）
- けいおん!（2009年 - 2010年、店員） - 2シリーズ
- 空中ブランコ（鈴木星也）
- 鋼殻のレギオス（士官）
- こばと。（藤本清和）
- 地獄少女 三鼎（島月雄）
- 宙のまにまに（大八木朔）
- にゃんこい!（川村晃太）
- バトルスピリッツ 少年激覇ダン（ジュリアン）
- WHITE ALBUM（藤井冬弥）
- ミラクル☆トレイン〜大江戸線へようこそ〜（東新宿零二）

2010年
- アマガミSS（2010年 - 2012年、橘純一） - 2シリーズ
- 会長はメイド様!（真木奏、男子C、男子B、男子A）
- ハートキャッチプリキュア!（明堂院さつき）
- 爆丸バトルブローラーズ ニューヴェストロイア（ヴォルト・ラスター）
- B型H系（金城圭一）

2011年
- イナズマイレブンGO（剣城優一、逆崎無限、龍崎皇児）
- 世界一初恋（雪名皇） - 2シリーズ
- 殿といっしょ 眼帯の野望（真田幸村、島津歳久、岩井さん）
- トリコ（ユー）
- フラクタル（ディアス）
- マケン姫っ!（2011年 - 2014年、大山タケル） - 2シリーズ
- 遊☆戯☆王ZEXAL（2011年 - 2014年、北野右京、オービタル7） - 2シリーズ

2012年
- Another（勅使河原直哉）
- 織田信奈の野望（今井宗久、小西ジョウチン）
- 銀河へキックオフ!!（景浦晶）
- クロスファイト ビーダマンeS（御代リョーマ）
- 好きっていいなよ。（竹村海）
- ゼロの使い魔F（マッダーフ）

2013年
- BROTHERS CONFLICT（朝日奈棗）
- うたの☆プリンスさまっ♪ マジLOVEシリーズ（2013年 - 2016年、カミュ） - 3シリーズ
- カーニヴァル（麒春）
- ダンボール戦機ウォーズ（出雲ハルキ）
- 八犬伝―東方八犬異聞―（犬飼現八） - 2シリーズ
- プリティーリズム・レインボーライブ（2013年 - 2014年、速水ヒロ）
- 弱虫ペダル（2013年 - 2023年、福富寿一） - 5シリーズ
- ログ・ホライズン（2013年 - 2021年、直継） - 3シリーズ

2014年
- 暁のヨナ（ハク）
- M3〜ソノ黒キ鋼〜（波戸イワト）
- 黒執事（2014年 - 2025年、チャールズ・フィップス） - 2シリーズ
- 人生相談テレビアニメーション「人生」（男子生徒）
- 星刻の竜騎士（レイモン・カークランド）
- ダイヤのA（2014年 - 2016年、原田雅功） - 2シリーズ
- 東京ESP（観世トオル）
- ハイキュー!!（2014年 - 2020年、嶋田誠） - 5シリーズ
- ベイビーステップ（2014年 - 2015年、大林良） - 2シリーズ
- 魔弾の王と戦姫（ジェラール＝オージェ）
- ワールドトリガー（2014年 - 2021年、木崎レイジ） - 3シリーズ

2015年
- 青春×機関銃（松岡正宗）
- 終わりのセラフ（柊暮人） - 2シリーズ
- GANGSTA.（ヤン）
- キュートランスフォーマー さらなる人気者への道（ドリフト）
- スタミュ（2015年 - 2019年、空閑愁） - 3シリーズ
- デス・パレード（デキム）
- デュラララ!!×2 転（奈倉）
- ハッカドール THE あにめ〜しょん（後藤、竹内雅人）

2016年
- エンドライド（ギドロ）
- Occultic;Nine -オカルティック・ナイン-（水無瀬貴春）
- キズナイーバー（天河一）
- 機動戦士ガンダム 鉄血のオルフェンズ（2016年 - 2017年、石動・カミーチェ）
- クラシカロイド（2016年 - 2018年、シューベルト） - 2シリーズ
- 斉木楠雄のΨ難（2016年 - 2018年、照橋信 / 六神通） - 2シリーズ
- 坂本ですが?（森田）
- 少年メイド（篠崎桂一郎）
- SUPER LOVERS（2016年 - 2017年、海棠晴） - 2シリーズ
- 双星の陰陽師（2016年 - 2017年、椥辻亮悟）
- タイムトラベル少女〜マリ・ワカと8人の科学者たち〜（グラハム・ベル）
- ツキウタ。 THE ANIMATION（2016年 - 2020年、弥生春） - 2シリーズ
- テイルズ オブ ゼスティリア ザ クロス（オスカー・ドラゴニア）
- 刀剣乱舞-花丸-（2016年 - 2018年、山姥切国広） - 2シリーズ
- 不機嫌なモノノケ庵（2016年 - 2019年、安倍晴齋） - 2シリーズ
- ユーリ!!! on ICE（ミケーレ・クリスピーノ）

2017年
- ACCA13区監察課（ノット）
- ヘボット!（チギル・チギール、ヤミヤミソトホート、シャレシャーレ、ボコリ・ボコラーレ）
- カブキブ!（遠見連）
- 喧嘩番長 乙女 -Girl Beats Boys-（鬼ヶ島鳳凰）
- Room Mate（葦原巧）
- モンスターハンター ストーリーズ RIDE ON（クーリオ）
- 正解するカド（徭悟）
- ひとりじめマイヒーロー（大柴康介）
- 徒然チルドレン（剛田武）
- 活撃 刀剣乱舞（山姥切国広）
- ナナマル サンバツ（大蔵邦光）
- 戦刻ナイトブラッド（丹羽長秀）
- Code:Realize 〜創世の姫君〜（アルセーヌ・ルパン）
- ブレンド・S（ディーノ、メス犬）※第3・9話サブタイトル文字も担当
- ネト充のススメ（小岩井誉、はるみ）
- TSUKIPRO THE ANIMATION（弥生春）

2018年
- 学園ベビーシッターズ（兎田義仁）
- ダメプリ ANIME CARAVAN（テオ）
- 恋は雨上がりのように（加瀬亮介）
- 覇穹 封神演義（聞仲）
- 博多豚骨ラーメンズ（ホセ・マルティネス）
- citrus（藍原翔）
- 重神機パンドーラ（レオン・ラウ）
- ドラえもん（テレビ朝日版第2期）（2018年 - 2021年、コンドルマン、警官、ドラヤキ星人(1)）
- Butlers〜千年百年物語〜（橘晃）
- 鹿楓堂よついろ日和（東極八京）
- Caligula -カリギュラ-（峯沢維弦） - 放送版第9話 - 第12話のみの代役
- キャプテン翼（第4作）（2018年 - 2024年、実況） - 2シリーズ
- ラストピリオド -終わりなき螺旋の物語-（氷鷹北斗）
- 千銃士（イエヤス） - 第1話・第2話のみの代役
- はたらく細胞（2018年 - 2021年、白血球〈好中球〉） - 2シリーズ
- 銀魂.（圓翔）
- 転生したらスライムだった件（2018年 - 2024年、ヴェルドラ） - 4シリーズ
- パズドラ（2018年 - 2020年、アンドー）
- ゴールデンカムイ（2018年 - 2023年、キラウㇱ） - 3シリーズ
- 中間管理録トネガワ / 1日外出録ハンチョウ（小田切）
- FAIRY TAIL（2018年 - 2019年、インベル）

2019年
- 聖闘士星矢 セインティア翔（南十字座のゲオルク）
- ジョジョの奇妙な冒険 黄金の風（スクアーロ）
- 明治東亰恋伽（横山大観）
- Fairy gone フェアリーゴーン（フリー・アンダーバー） - 2シリーズ
- 真夜中のオカルト公務員（榊京一）
- なむあみだ仏っ!-蓮台 UTENA-（梵天）
- KING OF PRISM -Shiny Seven Stars-（速水ヒロ）
- あんさんぶるスターズ!（氷鷹北斗）
- ロード・エルメロイII世の事件簿 -魔眼蒐集列車 Grace note-（ウィルズ・ペラム・コドリントン）
- 胡蝶綺 〜若き信長〜（村井貞勝）
- Dr.STONE（2019年 - 2025年、金狼） - 6シリーズ + 特別編
- 炎炎ノ消防隊（2019年 - 2025年、相模屋紺炉） - 3シリーズ
- スタンドマイヒーローズ PIECE OF TRUTH（関大輔）
- 本好きの下剋上 司書になるためには手段を選んでいられません（2019年 - 2022年、マルク） - 3シリーズ

2020年
- 魔術士オーフェンはぐれ旅（2020年 - 2023年、フォルテ） - 3シリーズ
- 空挺ドラゴンズ（ミカ）
- うちタマ?! 〜うちのタマ知りませんか?〜（倉持ブル）
- 推しが武道館いってくれたら死ぬ（くまさ）
- あはれ!名作くん（アナウンス、河童A、古時計）
- 文豪とアルケミスト 〜審判ノ歯車〜（志賀直哉）
- 名探偵コナン（2020年 - 2025年、サングラス兄弟〈弟〉、波賀昭人）
- ドラゴンクエスト ダイの大冒険 (2020)（2020年 - 2022年、クロコダイン）

2021年
- スケートリーディング☆スターズ（桐山樹）
- WAVE!!〜サーフィンやっぺ!!〜（陽岡マサキ） - 2020年に3部作として劇場上映
- アイ★チュウ（轟一誠）
- 転生したらスライムだった件 転スラ日記（ヴェルドラ）
- 月が導く異世界道中（月読命）
- NIGHT HEAD 2041（柿谷スグル）
- ヴァニタスの手記（2021年 - 2022年、オリヴィエ） - 2シリーズ
- テスラノート（高松隆之介）
- プラチナエンド（底谷一）

2022年
- リアデイルの大地にて（エーリネ）
- 殺し愛（ホー）
- デリシャスパーティ♡プリキュア（2022年 - 2023年、ローズマリー）
- リーマンズクラブ（碓山トヲル）
- オリエント（上杉竜臣） - 2シリーズ
- 社畜さんは幼女幽霊に癒されたい。（今週の「可愛い。」担当）
- 骸骨騎士様、只今異世界へお出掛け中（アーク）
- トモダチゲーム（マナブ軍曹）
- シュート!Goal to the Future（佐原龍）
- RWBY 氷雪帝国（サン・ウーコン）
- 組長娘と世話係（葵塔一郎）
- アオアシ（佐竹晃司）
- 忍の一時（五所川原隼人）
- BLEACH 千年血戦篇（2022年 - 2024年、ナナナ・ナジャークープ） - 3シリーズ
- VAZZROCK THE ANIMATION（弥生春）
- 虫かぶり姫（レイ）
- 異世界おじさん（マークフェルド）

2023年
- NieR:Automata Ver1.1a（2023年 - 2024年、ワタ） - 2シリーズ
- シュガーアップル・フェアリーテイル（ヒュー・マーキュリー） - 2シリーズ
- THE MARGINAL SERVICE（エディ・スノー）
- 転生貴族の異世界冒険録〜自重を知らない神々の使徒〜（セト）
- 聖者無双〜サラリーマン、異世界で生き残るために歩む道〜（グルガー）
- 白聖女と黒牧師（ギーゼルベルト）
- るろうに剣心 -明治剣客浪漫譚- (2023)（朝日山男吉）
- ラグナクリムゾン（2023年 - 2024年、アイザック・スターン）
- 経験済みなキミと、経験ゼロなオレが、お付き合いする話。（関家柊吾）

2024年
- 結婚指輪物語（深淵王の声、亡霊、深淵王）
- 異世界でもふもふなでなでするためにがんばってます。（ホブゴブリン / 森鬼）
- 最弱テイマーはゴミ拾いの旅を始めました。（バークスビー）
- 望まぬ不死の冒険者（ヴィルフリート）
- 刀剣乱舞 廻 -虚伝 燃ゆる本能寺-（山姥切国広）
- Lv2からチートだった元勇者候補のまったり異世界ライフ（ゴウル）
- 喧嘩独学（ファン・ミンギ）
- なぜ僕の世界を誰も覚えていないのか?（アルフレイヤ）
- この世界は不完全すぎる（ヤマナカ）
- 妖怪学校の先生はじめました!（2024年 - 2025年、山崎誠）
- 転生貴族、鑑定スキルで成り上がる（リューパ・ルーズトン）

2025年
- アサティール2 未来の昔ばなし（アッワード）
- わたしの幸せな結婚（百足山）
- UniteUp! -Uni:Birth-（民谷雄飛）
- 俺だけレベルアップな件 Season 2 -Arise from the Shadow-（ケン）
- 薬屋のひとりごと（見張りの男、見張り役）
- ボールパークでつかまえて!（椿）
- WIND BREAKER Season 2（水木聡久）
- 美男高校地球防衛部ハイカラ!（百目鬼珠闘麗斗）
- フードコートで、また明日。（ゲームキャラ）
- 真・侍伝 YAIBA（石川五右衛門）
- SAKAMOTO DAYS（加耳丈一郎）
- 傷だらけ聖女より報復をこめて（サリッド・ジード＝クロウン）
- 野生のラスボスが現れた!（メグレズ）

2026年
- 異世界の沙汰は社畜次第（アレシュ・インドラーク）

### 劇場アニメ
2000年代
- 超劇場版ケロロ軍曹3 ケロロ対ケロロ天空大決戦であります!（2008年、パイロット）

2010年代
- 劇場版メタルファイト ベイブレードVS太陽 灼熱の侵略者ソルブレイズ（2010年、ヘリオス）
- 手塚治虫のブッダ -赤い砂漠よ!美しく-（2011年、チャプラの友人）
- 図書館戦争 革命のつばさ（2012年、堂上篤）
- デス・ビリヤード（2013年、バーテンダー）
- 黒の栖-クロノス-（2014年、藤条志信）
- 劇場版 世界一初恋 〜横澤隆史の場合〜（2014年、雪名皇）
- 劇場版 弱虫ペダル（2015年、福富寿一）
- KING OF PRISMシリーズ（2016年 - 2025年、速水ヒロ） - 5作品
- 劇場版 黒執事 Book of the Atlantic（2017年、チャールズ・フィップス）
- 劇場版 FAIRY TAIL -DRAGON CRY-（2017年、インベル・ユラ）
- K SEVEN STORIES Episode2「SIDE:BLUE〜天狼の如く〜」（2018年、塩津元）
- モンスターストライク THE MOVIE ソラノカナタ（2018年、アザゼル）
- 劇場版 トリニティセブン -天空図書館と真紅の魔王-（2019年、アビィス・トリニティ）
- 劇場版 うたの☆プリンスさまっ♪ マジLOVEキングダム（2019年、カミュ）

2020年代
- 世界一初恋 〜プロポーズ編〜（2020年、雪名皇）
- あんさんぶるスターズ!!-Road to Show!!-（2022年、氷鷹北斗）
- 映画 デリシャスパーティ♡プリキュア 夢みる♡お子さまランチ!（2022年、ローズマリー）
- 劇場版 転生したらスライムだった件 紅蓮の絆編（2022年、ヴェルドラ）
- 劇場版ハイキュー!! ゴミ捨て場の決戦（2024年、嶋田誠）
- RABBITS KINGDOM THE MOVIE（2024年、弥生春）
- 刀剣乱舞 廻 -々伝 近し侍らうものら-（2024年、山姥切国広）
- 劇場版 イナズマイレブン 新たなる英雄たちの序章（2024年、友部仁）

### OVA
2009年
- TO（リック）

2010年
- Peeban（ラビリー）

2012年
- 片翼のクロノスギア（ムサシ＝ミヤモト）

2013年
- 最遊記外伝 特別篇 香花の章（袁世）
- 好きっていいなよ。（竹村海） - コミックス第11巻DVD付き限定版

2014年
- BROTHERS CONFLICT（朝日奈棗）

2015年
- 暁のヨナ（2015年 - 2016年、ハク） - コミックス第19・21巻オリジナルアニメDVD付限定版
- 黒執事 Book of Murder（チャールズ・フィップス）
- サイボーグ009VSデビルマン（ジェット・リンク）
- たまゆら〜卒業写真〜（のりえの兄）

2016年
- 機動戦士ガンダム THE ORIGIN（2016年 - 2017年、リノ・フェルナンデス） - 2019年に再編集作品『THE ORIGIN 前夜 赤い彗星』テレビ放送
- スタミュ（2016年 - 2018年、空閑愁）
- 弱虫ペダル SPARE BIKE（2016年、福富寿一）

2017年
- ドリフターズ（バンゼルマシン シャイロック8世）
- 初恋モンスター（山口・R・シゲル） - DVD付きコミックス8巻特装版

2020年
- ストライク・ザ・ブラッド シリーズ（2020年 - 2022年、シャフリヤル・レン） - スペシャル+2シリーズ
- 本好きの下剋上 司書になるためには手段を選んでいられません 外伝（マルク）

2023年
- スタンドマイヒーローズ WARMTH OF MEMORIES（関大輔）

### Webアニメ
- THE KING OF FIGHTERS:DESTINY（2017年、草薙京）
- 斉木楠雄のΨ難 Ψ始動編（2019年、照橋信 / 六神通）
- ULTRAMAN（2022年 - 2023年、東光太郎[201][202]） - 2シリーズ[一覧 41]

### ゲーム
2004年
- 帝国千戦記（白怜迅）

2005年
- ラジアータ ストーリーズ（ガレス、モンキ）

2007年
- NARUTO -ナルト- 疾風伝 ナルティメットアクセル2（旅人）

2008年
- ティアーズ・トゥ・ティアラ 花冠の大地
- ライフウィズアイドル（綾辻京介）

2009年
- 風色サーフ（オズウェル・アグスタ・ウエストランド）
- 機動戦士ガンダム戦記（ロルフ・アーレンス）
- 黒執事 Phantom & Ghost（パトリック）
- 涼宮ハルヒの並列（船員）
- STEAL!（二階堂亮一）
- 蒼天の彼方（泰斗）
- パズル -ぼくらの48時間戦争-（大高雅規）
- ひぐらしのなく頃に絆 第三巻・螺（荒川龍ノ介）
- VitaminZ（不破千聖）
- 鬼灯〜ほおずき〜 二藍の刻にひそむ妖（無月）
- 妄想彼氏学園（護宮柊征）

2010年
- あすか! 〜僕ら星灯高校野球団〜（赤沼伊吹）
- 維新恋華 龍馬外伝（土方歳三）
- CLOCK ZERO 〜終焉の一秒〜（加納理一郎 / 放浪者）
- ゴッドイーター バースト（ブレンダン・バーデル）
- NARUTO -ナルト- 疾風伝 キズナドライブ（比良坂ヨミト）
- 二世の契り（秋夜）
- 幕末恋愛革命（岡田以蔵）
- 花札参（侍、立会人）
- 原宿探偵学園 スチールウッド（芙蓉薫）
- B's-LOG パーティー♪（零）
- VitaminZ Revolution（不破千聖）
- BLUE ROSES 〜妖精と青い瞳の戦士たち〜（ジェイラス、ハミルトン）
- メタルファイト ベイブレード 頂上決戦!ビッグバン・ブレーダーズ（ヘリオス）

2011年
- アンジェリーク 魔恋の六騎士（ヨハネ）
- イナズマイレブンGO（2011年 - 2012年、剣城優一 / 剣城優一〈12歳〉）　- 2作品
- 籠の中のアリシス（ハーヴェイ）
- 100万人の金色のコルダ（不動翔麻）
- CLOCK ZERO 〜終焉の一秒〜 Portable（加納理一郎 / 放浪者）
- Starry☆Sky 〜After Summer〜（矢来弓弦）
- 二世の契り 想い出の先へ（秋夜）
- 華鬼 〜恋い初める刻 永久の印〜（木籐華鬼）
- Vitamin XtoZ（不破千聖）
- マスケティア（アラミス）
- 勇現会社ブレイブカンパニー（クラウス・シュタイン）

2012年
- アブナイ恋の捜査室（明智誠臣）
- イナズマイレブンGO ストライカーズ2013（剣城優一、龍崎皇児）
- うたの☆プリンスさまっ♪ Debut（カミュ）
- エルクローネのアトリエ 〜Dear for Otomate〜（ラルフ）
- Custom Drive（草壁慎之介）
- 機動戦士ガンダム バトルオペレーション（エリートオペレーター）
- キミカレ 〜新学期〜（鈴宮龍太郎）
- 恋戦隊 LOVE&PEACE（ジュテーム）
- 白華の檻 〜緋色の欠片4〜（隠岐秋房）
- ストリートファイター X 鉄拳（ファラン）
- 特殊報道部（柚原遼）
- 華鬼 〜夢のつづき〜（木籐華鬼）
- 百鬼夜行〜怪談ロマンス〜（飛浦若葉）
- BROTHERS CONFLICT PASSION PINK（朝日奈棗）
- 僕らのプレイス（親切神官）
- マジカルバトルフェスタ（クレド＝ヴェセラ）

2013年
- うたの☆プリンスさまっ♪ All Star（カミュ）
- うたの☆プリンスさまっ♪ MUSIC 2（カミュ）
- O*G*A 鬼ごっこロワイアル ハンターは孤島で恋をする（伊勢谷光士郎）
- 解放少女 SIN（海堂清人）
- 剣が君（黒羽実彰）
- 恋花デイズ（根岸育夫）
- CONCEPTIONII 七星の導きとマズルの悪夢（マーク）
- さくら荘のペットな彼女（品川孝一）
- 白華の檻 〜緋色の欠片4〜 四季の詩（隠岐秋房）
- 真・女神転生IV（イサカル、ホワイトメン）
- 青春はじめました!（宇左木周）
- ダンボール戦機ウォーズ（出雲ハルキ）
- VitaminZ Graduation（不破千聖）
- VitaminZ Revolution（不破千聖）
- 百物語〜怪談ロマンス〜（飛浦若葉）
- BROTHERS CONFLICT BRILLIANT BLUE（朝日奈棗）
- 遊☆戯☆王ゼアル 激突!デュエルカーニバル!（オービタル7）
- 嫁コレ（不破千聖）
- 楽園男子（榊真明）

2014年
- いざ、出陣!恋戦 第二幕〜甲斐編〜（霧隠才蔵）
- M3〜ソノ黒キ鋼〜///MISSION MEMENTO MORI（波戸イワト）
- 俺の屍を越えてゆけ2（三ツ星凶太、八尋鰐彦、太刀風五郎）
- ガンダムブレイカー2（エイナル）
- CV 〜キャスティングボイス〜（瀬羽優）
- 金色のコルダ3 AnotherSky feat.天音学園（トーノ）
- ケイオスクルセイダーズ（崑崙剣士）
- Code:Realize 〜創世の姫君〜（アルセーヌ・ルパン）
- 声カレ〜放課後キミに会いに行く〜（瀬戸碧）
- ゴッドイーター2 ANOTHER EPISODE 防衛班の帰還（ブレンダン・バーデル）
- 神撃のバハムート（ロイ）
- 戦場の円舞曲（アベル）
- 潜入ゲーム 1st Story（タケ）
- ナナイロ☆プロダクション〜どきどきボイスアクター〜（野々村泉史）
- にゃんらぶ〜私の恋の見つけ方〜（河原匡祐）
- ハイキュー!! 繋げ!頂の景色!!（嶋田誠）
- ボーイフレンド（仮）（不破渓士）
- 魔女王（アトラス＝リーヴィス）
- RE:VICE[D]（リョウガ）
- ロストディメンション（ゼンジ・マエダ）

2015年
- アイ★チュウ（轟一誠）
- I DOLL U（黒夢ツバサ）
- アブナイ恋の捜査室 〜Eternal Happiness〜（明智誠臣）
- Un:BIRTHDAY SONG〜愛を唄う死神〜（ヨル）
- イグジストアーカイヴ -The Other Side of the Sky-（轟なめろう）
- Vamwolf Cross†（東雲渚）
- うたの☆プリンスさまっ♪ All Star After Secret（カミュ）
- 王子様とイケない契約結婚（アセナ）
- オルタンシア・サーガ -蒼の騎士団-（ランディ、ガルム、ルドルフ、チェドルフ、アルドルフ）
- 終わりのセラフ 運命の始まり（柊暮人）
- 彼の秘蜜は恋の裏に（蓮見誠一郎）
- 剣が君 for V（黒羽実彰）
- CLOCK ZERO 〜終焉の一秒〜 ExTime（加納理一郎 / 放浪者）
- クイズRPG 魔法使いと黒猫のウィズ（ヴォルフ・ロイ、ルーク）
- ゴッドイーター2 レイジバースト（ブレンダン・バーデル）
- ザクセスヘブン（凛翔あすか）
- 白猫プロジェクト（ディオニス・ヴァランガ）
- 絶対階級学園〜Eden with roses and phantasm〜（七瀬十矢）
- 大正×対称アリス（赤ずきん）
- DAME×PRINCE（テオ）
- 帝国海軍恋慕情〜明治横須賀行進曲〜（平塚茂）
- 東京乙女レストラン（村瀬浅葱）
- 刀剣乱舞 ONLINE（2015年 - 2024年、山姥切国広）
- 神刻の娘
- ドラゴンボール ゼノバース（タイムパトローラー）
- Hearthstone: ハースストーン（アンドゥイン・リン）
- ひぐらしのなく頃に粋 （荒川龍ノ介）
- プリパラ&プリティーリズム プリパラでつかえるおしゃれアイテム1450!（ヒロ）
- POSSESSION MAGENTA（音成奏）
- ポップアップストーリー 魔法の本と聖樹の学園（エリック・バートン）
- 夢王国と眠れる100人の王子様（フォイア、ルベル）
- 宵夜森ノ姫（クラウス）
- 弱虫ペダル 明日への高回転（福富寿一）
- Re:BIRTHDAY SONG〜恋を唄う死神〜（ヨル）

2016年
- アカシックリコード（魔人＜ジン＞アラーフ、“冷静銃士”アトス、“同胞殺し”金太郎）
- アルテイルクロニクル（ジュダ）
- 一血卍傑-ONLINE-（ゴトクネコ）
- うたの☆プリンスさまっ♪ MUSIC 3（カミュ）
- 怪盗夜想曲 〜ファントムノクターン〜（エージェント・レグルス）
- Collar×Malice（山条圭介）
- 喧嘩番長 乙女（鬼ヶ島鳳凰）
- 源氏物語〜男女逆転恋唄〜（頭中将）
- Code:Realize 〜祝福の未来〜（アルセーヌ・ルパン）
- ザ・キング・オブ・ファイターズ シリーズ（2016年 - 2022年、草薙京、ルーク） - 4作品
- シノビナイトメア（トキサダ）
- 数乱digit（漆原景太郎）
- スタンドマイヒーローズ（関大輔）
- 大正×対称アリス all in one（赤ずきん）
- テイルズ オブ ベルセリア（オスカー・ドラゴニア / 聖主ハヤヒノ）
- ドラゴンボール ゼノバース2（タイムパトローラー）
- ピリオドキューブ 〜鳥籠のアマデウス〜（ラディウス）
- BROTHERS CONFLICT Precious Baby（朝日奈棗）
- Blackish House sideA→（椎葉剛）
- マジカルデイズ the Brats’s Parade（ウィリアム）
- 神威啓示録（Juris Knighthart）
- 陰陽師（大天狗）
- イケメン幕末♢運命の恋〜華の都と恋の乱〜（土方歳三）
- 文豪とアルケミスト（志賀直哉）

2017年
- 双星の陰陽師（椥辻亮悟）
- DIABOLIK LOVERS LOST EDEN（キノ）
- 茜さすセカイでキミと詠う（中臣鎌足）
- ツキノパラダイス。（弥生春）
- 戦刻ナイトブラッド（丹羽長秀）
- あんさんぶるスターズ!（2017年 - 2020年、氷鷹北斗〈2代目〉、速水ヒロ）
- ツキトモ。-TSUKIUTA.12 memories-（弥生春）
- キャプテン翼 〜たたかえドリームチーム〜（肖俊光）
- 喧嘩番長 乙女 〜完全無欠のマイハニー〜（鬼ヶ島鳳凰）
- KING OF PRISM プリズムラッシュ！LIVE（速水ヒロ）
- うたの☆プリンスさまっ♪ Shining Live（カミュ）
- クランク・イン（神楽坂悠真）
- 旋光の輪舞2（フェイス）
- グランブルーファンタジー（2017年 - 2024年、ウーフ、ルカーヴ、山姥切国広、ヴェルドラ）
- 英雄伝説 閃の軌跡 III（アッシュ・カーバイド）
- 契約結婚〜大統領と秘密の花嫁!?〜（黒澤総司）
- ゼノブレイド2（ユウオウ）
- オトメ勇者（リーンハルト）
- 金色のコルダ2 ff（不動翔麻）
- Code:Realize 〜白銀の奇跡〜（アルセーヌ・ルパン）

2018年
- 斉木楠雄のΨ難 妄想暴走 Ψキックバトル（六神通〈照橋信〉）
- 真紅の焔 真田忍法帳（白蓮）
- Tlicolity Eyes Vol.1（小野沢マサト）
- モンスターストライク（2018年 - 2025年、デビルズ・パンク・インフェルノ〈アザゼル〉、ヴェルドラ＝テンペスト）
- 殺し屋とストロベリー（長谷川）
- CharadeManiacs（獲端ケイト）
- スーパーロボット大戦X-Ω（レオン・ラウ）
- 英雄伝説 閃の軌跡 IV -THE END OF SAGA-（アッシュ・カーバイド）
- プレカトゥスの天秤（ヴァレリ・トラーク）
- 白と黒のアリス -Twilight line-（琉唯）
- ファイアーエムブレム ヒーローズ（2018年 - 2024年、リーヴ、モーヴ）
- なむあみだ仏っ!-蓮台 UTENA-（梵天）
- 明治東亰恋伽 〜ハヰカラデヱト〜（横山大観）
- 夢間集（シビ）

2019年
- ポケモンマスターズ / EX（2019年 - 2024年、ダイゴ）
- 喧嘩番長 乙女 2nd Rumble!!（鬼ヶ島鳳凰）
- DIABOLIK LOVERS CHAOS LINEAGE（キノ）
- 永遠の七日（晏華）
- ダンキラ!!! - Boys, be DANCING! - （毒島九十九）
- ブラウンダスト（アントニオ）
- SDガンダム GGENERATION CROSSRAYS（石動・カミーチェ、マイキャラクターボイス〈男性07〉）
- 時の歌-終焉なきソナタ-（盡遠）
- 星鳴エコーズ（雨月杏介）
- シノアリス（ハーメルン）

2020年
- あんさんぶるスターズ!! Basic / Music（2020年 - 2024年、氷鷹北斗） - 2作品
- エグゾスヒーローズ（ゲイル）
- 英雄伝説 創の軌跡（アッシュ・カーバイド）
- キャプテン翼 RISE OF NEW CHAMPIONS（アナウンサー）
- 聖闘士星矢 ライジングコスモ（クラーケン・アイザック）
- ドラゴンクエスト ダイの大冒険 クロスブレイド（クロコダイン）
- KAMEN RIDER memory of heroez（仮面ライダーバース・プロトタイプ〈伊達明〉）
- 原神（鍾離）

2021年
- 幕末維新 天翔ける恋（高杉晋作）
- ロンドン迷宮譚（ワトソン）
- サンクタス戦記-GYEE-（ジョナス）
- 金色のコルダ スターライトオーケストラ（御門浮葉）
- WAVE!! 波乗りボーイズ（陽岡マサキ）
- LoverPretend（西嶋理玖）
- 妖怪三国志 国盗りウォーズ（白血球〈好中球〉）
- イース6 オンライン〜ナピシュテムの匣〜（ガッシュ、ダフ）
- 君は雪間に希う（東条國孝）
- ドラゴンクエスト ダイの大冒険 -魂の絆-（クロコダイン）
- ラグナドール 妖しき皇帝と終焉の夜叉姫（鴉天狗）
- 転生したらスライムだった件 魔王と竜の建国譚（ヴェルドラ＝テンペスト）
- 千銃士: Rhodoknight（ファル）
- ストリートファイターV（ルーク）
- Fate/Grand Order（2021年 - 2022年、太公望）
- 共闘ことばRPG コトダマン（2021年 - 2022年、ソウ巨言、コラプサー、ゲントウテキ、ウジャト、木崎レイジ）
- ジョジョのピタパタポップ（スクアーロ）

2022年
- センチメンタルフォトグラフィ（円城寺帝）
- 刀剣乱舞無双（山姥切国広）
- 夢職人と忘れじの黒い妖精（ダステ）
- ソフィーのアトリエ2 〜不思議な夢の錬金術士〜（オリアス・エンデルス）
- テイルズ オブ ザ レイズ（オスカー・ドラゴニア）
- ゼノブレイド3（イスルギ）
- タクティクスオウガ リボーン（デニム・パウエル）
- 機動戦士ガンダム 鉄血のオルフェンズG（石動・カミーチェ）
- きらめきパラダイス（ゲン）
- クッキーラン: キングダム

2023年
- ファイアーエムブレム エンゲージ（モーヴ）
- みんなで早押しクイズ（華蓮イツキ）
- インフィニティ ストラッシュ ドラゴンクエスト ダイの大冒険（クロコダイン）
- Fate/Samurai Remnant（2023年 - 2024年、鄭成功）
- ペルソナ5 タクティカ（春日部統志郎）

2024年
- モンソニ!（2024年 - 2025年、アザゼル）
- トラブル・マギア 〜訳アリ少女は未来を勝ち取るために異国の魔法学校へ留学します〜（イザヤ・クライン）
- FAIRY TAIL 2（インベル・ユラ）

### ドラマCD
- Re:バカは世界を救えるか?（渡辺知大）
- 愛玩王子 シリーズ（王子〈ヴィルフリート〉）
  - 愛玩王子〜虹色の欠片〜 ※小説初回限定特装版
  - 愛玩王子
  - 愛玩王子 〜未来への翼〜 ※小説初回限定特装版
- 暁のヨナ シリーズ（ソン・ハク）
  - 暁のヨナ ※コミックス第9巻初回限定版
  - 暁のヨナ 真紅のドラマCD ※「花とゆめ」2012年17号付録
  - 暁のヨナ「緑龍編-ジェハ、登場-」※「花とゆめ」2013年18号付録[382]
  - 暁のヨナ「緑龍編-ジェハ、闘う-」※「花とゆめ」2013年20号付録
  - 暁のヨナ ※コミックス第15巻初回限定版
  - 暁のヨナ「青くなる森」※「花とゆめ」2015年20号付録
  - 暁のヨナ「小さな贈り物」※「花とゆめ」2016年18号付録
  - 暁のヨナ 斉国編1 「寄せ集めの砦」[383][注 1]
  - 暁のヨナ 斉国編2 「君のもとへ」[384][注 2]
  - 暁のヨナ「夢みたものは」「お大事に1・2」※「花とゆめ」2018年2号付録
  - 暁のヨナ「大事なものはひとつじゃないけど」「お大事に3」※「花とゆめ」2018年18号付録
- 艶漢 シリーズ（山田光路郎）
  - 艶漢 1・2
  - 艶漢 花将棋〜安里篇[385]
- アブナイ★恋の捜査室 シリーズ（明智誠臣）
  - アブナイ★恋の捜査室 〜楽しい温泉旅行編〜
  - アブナイ★恋の捜査室 〜彼女の合コンを阻止せよ!編〜[386]
  - アブナイ★恋の捜査室 〜恐怖のキャンプ編〜[387]
- アマガミ シリーズ（橘純一）
- アロマな彼氏 vol.8 ベルガモット（梨森誠）
- いざ、出陣!恋戦 第二幕 真田十勇士がゆく!〜河童編〜（霧隠才蔵[388]）
- 浮雲亭物語 シリーズ（雲蔵〈真打〉）
  - 浮雲亭物語 二席〜素直になれなくて2011――秋 ドーナツは揚げたてがおいしい〜篇
  - 浮雲亭物語 四席 新春!浮雲亭大喜利〜おやじの一番長い日〜篇
- うたの☆プリンスさまっ♪ Debut ユニットドラマCD カミュ&セシル（カミュ）
- URADOL ポケドラ限定ドラマ（藤崎蘭万[389]） ※配信限定
- #000000ウルトラブラック シリーズ（相坂戌彦）
  - #000000ウルトラブラック Love Me Tender
  - #000000ウルトラブラック Missing Link
- SSG〜名門男子校血風録〜（椿山大雅[390]）※原作第1巻ドラマCD付き特装版
- S.S.D.S. 〜Super Stylish Doctors Story〜シリーズ（修学院明）
- 王家の紋章（ライアン[391]）※コミックス第62巻ドラマCD付限定特装版
- 王子と魔女と姫君と（煤原零時）※花とゆめ 2011年4号付録
- 俺様ティーチャー（不良たち）
- 終わりのセラフ 一瀬グレン、16歳の破滅（柊暮人)※第6巻限定版付属CD
- カーニヴァル リノル（麒春）
- カナリア 〜この想いを歌に乗せて〜
- キスでキミを溶かすまで イケメン2人に迫られて@オフィス（神園稔）
- 駆除人 8.5（ナオキ）
- CLOCK ZERO 〜終焉の一秒〜 シリーズ（加納理一郎 / 放浪者）
  - CLOCK ZERO 〜終焉の一秒〜 ドラマCD 〜正義の秘密戦隊ヘルズエンジェルズ 第613話 『黄昏の決戦』〜
  - CLOCK ZERO 〜終焉の一秒〜 ドラマCD 『それから』の記憶 〜ぼくらの中学生日記〜
- けいさつのおにーさん（穂刈士郎）※コミックス第2巻ドラマCD付き限定版[392]
- 剣が君 シリーズ（黒羽実彰[216]）
  - 剣が君 主題歌「軌跡」※ミニドラマに出演
  - 剣が君 オリジナルサウンドトラック プラス ドラマ
  - 剣が君ドラマCD 剣の章「迷霧の箱根峠」
  - 剣が君ドラマCD 君の章「料理茶屋大騒動」
- 幻想水滸伝II（マイクロトフ）
- 恋戦隊LOVE&PEACE ドラマCD 1 - 4（ジュテーム）
- 江〜戦姫〜（佐治一成）
- 言ノ葉プロジェクト ～詠唱集～（葛葉ツカサ[393]）
- サムライドライブ（相馬主税）
- JADE（部下1）
- 執事様のお気に入り 2（桐生）
- JIHAI〜磁海〜（賞金稼ぎ）
- ジャポニズム47（茨城）
- 十五少年漂流記〜二年間の夏休み〜（バクスター）
- 緋色の欠片|白華の檻 〜緋色の欠片4〜 シリーズ（隠岐秋房）
  - 白華の檻 〜緋色の欠片4〜 ドラマCD 二華飾り[394]
  - 白華の檻 〜緋色の欠片4〜 四季の詩 ドラマCD 桜花ニ片[395]
  - 白華の檻 〜緋色の欠片4〜 四季の詩 ドラマCD 雪花二降[396]
- 私立クレアール学園 シリーズ
  - 私立クレアール学園 学園祭で華になれ!（篁千昭）
  - 私立クレアール学園 生徒会事件簿〜忘却の会長〜（星野環）
- 銀のニーナ（志摩崎修太郎[397]）
- 新撰組比翼録 勿忘草 第参巻（永倉新八[398]）
- Snow Flower
- 星刻の竜騎士（レイモン・カークランド）
- 戦国ヴァンプ（松永長頼[399]）
- TAP TRAP LOVE（JACKIE）
- DIABOLIK LOVERS LOST EDEN Vol.2 キノ編（KINO）
- Doubt（世良彰）
- 誰かこの状況を説明してください!〜契約から始まったふたりのその後〜（サーシス[400]）
- TVアニメ「重神機パンドーラ」ドラマCD（レオン・ラウ）
- 天使1/2方程式（上野貴士）※コミックス第4・7巻ドラマCD付初回限定版[401][402]
- 「刻の男組（ときのスーパーヒーロー）」第4弾「チビッコ☆一寸法師」（青鬼）
- 突撃!ときめき♥生徒会（生徒B）
- 殿といっしょ（真田幸村）
- 仲吉商店街、恋の湯 営業中! 1・6（青葉泰知[403]）
- ナナとカオル（矢神浩史）
- 29とJK（槍羽鋭二[404]）
- 二世の契り シリーズ（秋夜）
  - 二世の契り ドラマCD 〜IT戦国時代〜
  - 二世の契り ドラマCD付き第1 - 4巻特装版
- にゃんらぶ〜私の恋の見つけ方〜 スペシャルドラマCD（河原匡祐）※イベント限定販売[405]
- 獏-BAKU- 2（カドメーア）
- 走れ!T高バスケット部（矢島俊介）
- 華鬼|華鬼 〜恋い初める刻 永久の印〜 シリーズ（木籐華鬼）
  - 華鬼 〜恋い初める刻 永久の印〜 ドラマCD 「神無のホストクラブ体験記」
  - 華鬼 〜恋い初める刻 永久の印〜 ドラマCD 「スノウガーデン」
- バナナは姉に入りますか?（悠二[406]）※チャンピオンREDいちご VOL34付属ドラマCD
- 花は桜よりも華のごとく（蒼馬）
- 鋼の錬金術師 流星計画（クーロン）
- VitaminZ シリーズ（不破千聖）
  - VitaminZ ドラマCD -Part.1- 〜Dokidokiびたみん♪ 君と一晩すぺくたくる〜
  - VitaminZ ドラマCD -Part.2- 〜Haraharaびたみん♪ 恋はいつでもすりりんぐ〜
  - VitaminX-Z ドラマCD「〜秘密倶楽部でつかまえて〜SADISTIC SIDE〜」
  - VitaminX-Z ドラマCD「〜秘密倶楽部でつかまえて〜MASOCHISTIC SIDE〜」
  - Dramatic CD Collection VitaminZ・ハッピービタミン〜Oh!ムコ・バトル〜
  - VitaminX-Z キャンディビタミン3 〜一と千聖 恋はスパークリング・コーラ〜
- 100万人の金色のコルダ 〜放課後のD.C.（ダ・カーポ）〜（不動翔麻）
- 不機嫌なモノノケ庵（安倍晴齋）
- BROTHERS CONFLICT シリーズ（朝日奈棗）
  - BROTHERS CONFLICT キャラクターCD (5) with 棗&梓
  - BROTHERS CONFLICT ドラマCD 存在の不確かな神サマだから
  - BROTHERS CONFLICT ドラマCD 兄弟らのにちじょう
  - BROTHERS CONFLICT ドラマCD 13bro.MTG
  - BROTHERS CONFLICT ドラマCD 13bro.MTG アニメイト特典ドラマCD ※アニメイト限定盤
  - BROTHERS CONFLICT ドラマCD MY 6 LOVERS
  - BROTHERS CONFLICT ドラマCD FIRST EDITION ※月刊シルフ2011年9月号付録
  - BROTHERS CONFLICT ドラマCD Trial Edition ※月刊シルフ2011年12月号付録
  - BROTHERS CONFLICT ドラマCD SPECIL EDITION ※月刊シルフ2012年11月号付録
  - BROTHERS CONFLICT ドラマCD DENGEKI Girl'sStyle EDITION ※電撃Girl'sStyle2012年11月号付録
  - BROTHERS CONFLICT ドラマCD TRIPLE EDITION ※月刊シルフ2013年10月号付録
- プリトレ〜王子様の育て方〜（フォワード王子）※ドラマCD付きコミックス[407]
- ぺらぶ! a cappella love!? シリーズ（有坂圭一郎）
  - ぺらぶ! a cappella love!? #1
  - ぺらぶ! a cappella love!? ♭1 〜夏服サイドストーリーズ〜
- ベルサイユのばら（ロザリー・ラ・モリエール）
  - ベルサイユのばらFIN（ロザリー・ラ・モリエール）
  - ベルサイユのばら外伝〜黒衣の伯爵夫人〜（ロザリー・ラ・モリエール）
- 方言恋愛（第4巻・茨城県）（柴森由行）
- ボクたちオトコの娘 シリーズ（滝川悠二）
  - ボクたちオトコの娘 〜アイドルデビュー編〜
  - ボクたちオトコの娘 〜ドキドキ☆サマーハプニング編〜
  - ボクたちオトコの娘 〜まさかの！ス・キャ・ン・ダ・ル編〜
  - ボクたちオトコの娘〜ハートがハラハラ★小悪魔ちゃん登場 編〜
- 僕たちのスイートドラゴン（風のドラゴン“ミカエラ”）
- 真夏の夜の夢（デミトリアス）
- ラスボスの向こう側（2017年、ティライザ[408]）※ノベルス第1巻ドラマCD付き特装版
- 理系男子。ＮＥＸＴ（黒嶋哲）
- 身代わり伯爵の冒険（白百合騎士団）
- 夢想灯籠（阪守鷲志）※ゲーム初回限定版に同梱
- メンズ校 3（浦上健太）
- ヤンデレ彼女（白鳥翼）
- ヤンデレ天国（ヘブン）〜真誠学園付属病院編〜（栄）
- ヨルカフェ。 ときどきギャルソンのススメ（沢渡颯士）
- 弱虫ペダル ドラマCD Off the ROAD（福富寿一[409]）
- リーマン戦隊タカナシレンジャー（大殿利道 / 悪の首領）
- ワールドエンブリオ（月代隼人）※コミックス第10・11巻ドラマCD付き特装版[410]
- WILD ADAPTER 06（西小路）

### シチュエーションCD
- イタミツ -熟練歯科医 マサヤ-（槐マサヤ[411]）
- おとどけカレシ Vol.2 東城 葵（東城 葵）
- おとどけカレシ ―More Love― Vol.3 東城 葵（東城 葵）
- 靴屋Glicine〜つまさきの誘惑〜（藤咲明）
- 幻妖綺〜狼ノ許嫁〜（清一郎）
- Honeymoon vol.16 天野和樹（天野和樹）
- ブラザーアンドロイド -03.ガイ-（ガイ）
- 「密着CD MORE」 vol.2 〜とある名家の執事の場合〜（カリム）
- 「恋歌ロイド」Type7.連-レン-（連）

### BLCD
2004年
- 帝国千戦記〜現の通い路〜李琉舜と李暫嶺の再会〜初回特典（白怜迅）

2006年
- 花降桜シリーズ1 君も知らない邪恋の果てに（従業員2）

2007年
- 封殺鬼VII 〜修羅の降る刻〜（渡辺網）

2008年
- 蜜色パンケーキ（店員）
- 砂楼の花嫁（側近）
- プリティ・ベイビィズ（敦志）
- 秘密のゴミ箱で恋をして（吉城）
- コルセーア シリーズ（アルマダン）
  - コルセーアVI 月を抱く海1
  - コルセーアVII 月を抱く海2
  - コルセーアVIII 月を抱く海3

- デビジェル・クロニクル〜闇の封印、甘い傷跡〜（寮生）
- 全寮制櫻林館学院〜ロマネスク〜（日夏楓生）
- 愛なんて食えるかよ（三橋重行）
- 愛の深さは膝くらい（2008年 - 2010年、川田時成）
  - 愛の深さは膝くらい2 愛くらいちゃんと

- 恋の心に黒い羽（高知学）
- 夢結び恋結び（春平）
- カフェラテ・ラプソディ（書店員）

2009年
- 仁義VS堅気2（小峰達矢）
- 淡雪（高井）
- Rush!（近藤秀樹）
- FLESH&BLOOD 5（ジョージ）
- SASRA 4（博文）
- アーサーズ・ガーディアン 赤盤（山吹戒人）
- 最悪（寺山）
- デコイ 囮鳥（七枝和馬）
- 新妻刑事（田所、チンピラ）
- DOLCE（宇佐美紀仁）
- 小夜時雨の宿（南方修司）
- 非保護者（三嶋）
- 獏-BAKU-（カドメーア）
- 夢を見るヒマもない（吉武宏樹）
- 吸血鬼と愉快な仲間たち2（三谷裕司）
- 手を伸ばして目を閉じないで（2009年 - 2014年、明石哲也）
  - 手を伸ばして目を閉じないで 番外編 アクティブレスト

- 別れる2人の愛の劇場。（相原大輔）
- 薔薇の瞳は爆弾（見津田洋平、オトコ）
- Punch↑シリーズ（2009年 - 2011年、深津裕也）
  - Punch↑2
  - Punch↑3
  - Punch↑4

- 茨木さんと京橋君1（京橋珪一郎）
- wonderful days?（レイ）
- スローリズム（矢萩智彦）
- 妄想エレキテル シリーズ（2009年 - 2013年、山名春平）
  - 妄想エレキテル ※コアマガジンドラコミックス コミック特典
  - 妄想エレキテル
  - 妄想エレキテル ※コアマガジンコミックス＆本四連動企画応募者全員サービス
  - 妄想エレキテル2
  - 妄想エレキテル2 ※コアマガジンドラコミックス コミック特典
  - 妄想エレキテル3
  - 妄想エレキテル3 カテキョ！※3応募者全員サービス番外編
  - 妄想エレキテル4

- うちの巫女が言うことには（麻績冬真）
- テレビくんの気持ち（村山道隆）
- STEAL! シリーズ（2009年 - 2011年、二階堂亮一）
  - STEAL! ※初回特典CD
  - Drama CD STEAL! 1st.mission
  - Drama CD STEAL! 2nd.mission
  - STEAL! 愛されWhiteday

2010年
- イロメ（壬生谷）
- 四号×警備―シングル・マインド―（2010年 - 2011年、桐野勇希）
  - 四号×警備 番外編 スーツの着方入門編
  - 四号×警備 Special FAN BOOK ※応募者全員サービスCD

- 未完成（瀬名櫂人）
- 目をとじて3秒（梶ヒロト）
- 恋は思案のほか（奥）
- 恋するバンビーノ（射場剛虎）
- 憂鬱な朝 シリーズ（2010年 - 2019年、石崎総一郎）
  - 憂鬱な朝
  - 憂鬱な朝2
  - 憂鬱な朝3
  - 憂鬱な朝4
  - 憂鬱な朝5
  - 憂鬱な朝6

- 奪われることまるごと全部（2010年 - 2011年、由一）
  - 好きというのになぜかしら（由一）

- 恋愛年齢 ※コアマガジンドラコミックス刊応募者全員サービス（倉本修司）
  - 恋愛年齢

- ウラカレ -His boyfriend-（2010年 - 2011年、中里葵）
  - ウラカレ 〜Second Season〜 第一弾
  - ウラカレ 〜Second Season〜 第四弾

- 男の子だもの!（柏木優）
- ターニングポイント（桜木圭吾）
  - ターニングポイント ※ダリア2011年2月号付録

- Cherry（阿倍）

2011年
- 薔薇色の人生（ロン）
- アイツの大本命3（2011年 - 2012年、西田誠十郎）
  - アイツの大本命4

- 僕の先輩（名島千早）
- 飴色パラドックス シリーズ（2011年 - 2016年、蕪木元治）
  - 飴色パラドックス1
  - 飴色パラドックス2
  - 飴色パラドックス　※月刊ディアプラス2012年12月号付録
  - 飴色パラドックス3
  - 飴色パラドックス　※シェリプラス2017年12月号付録

- 新説・源氏物語 -藤壺の章-（頭の中将）
- 是 -ZE- 6 FINAL（貴光）
- 鮫島くんと笹原くん（鮫島）
- ホントのところ（佐藤和真）

2012年
- 夢のような話（沢村和弥）
- よろめき番長（鳴海）
- リンゴに蜂蜜（コマノ）
- ワンダフルLOVEイヤー！第2期 世界一初恋 純情エゴイスト（雪名皇）
- イベリコ豚と恋と椿。（2012年 - 2015年、源路）
  - イベリコ豚と恋の奴隷。※アニメイト限定版
  - イベリコ豚と恋の奴隷

- 微熱の果実〜バタフライ・スカイ〜（秀穂）
  - 微熱の果実〜バタフライ・スカイ〜 ※ミニドラマCD ダリア2013-2月付録

2013年
- クロネコ彼氏シリーズ（2013年 - 2017年、賀神圭市）
  - クロネコ彼氏のアソビ方
  - クロネコ彼氏のアソビ方 ※月刊ディアプラス2013年4月号付録
  - クロネコ彼氏の甘え方
  - クロネコ彼氏の甘え方 ※月刊ディアプラス2014年1月号付録
  - クロネコ彼氏の啼かせ方
  - クロネコ彼氏の愛し方
  - クロネコ彼氏の愛し方 ※月刊ディアプラス2015年4月号付録
  - クロネコ彼氏のあふれ方
  - クロネコ彼氏のあふれ方 ※月刊ディアプラス2017年6月号付録

- 理想の恋人（木内陸）
  - 理想の恋人 ※シェリプラス2013ナツ号付録

- ぷちっとはじけた、（能代）
- NightS（高見）
- 愛の巣へ落ちろ！（2013年 - 2020年、七雲澄也） 
  - 愛の罠にはまれ！（七雲澄也）
  - 愛の本能に従え!

2014年
- 年下彼氏の恋愛管理癖（2014年 - 2015年、平坂泉）
  - 年下彼氏の恋愛管理癖2
  - 年下彼氏の恋愛管理癖

- 美しい野菜1（2014年 - 2015年、藤田治樹）
  - 美しい野菜2

- 不測ノ恋情（伊倉絢都）
- 新庄くんと笹原くん（2014年 - 2019年、鮫島）
  - 新庄くんと笹原くん2

- only you, only（須藤章成）
- ひとりじめマイヒーロー シリーズ（2014年 - 2021年、大柴康介）
  - ひとりじめマイヒーロー「たばことYシャツと嫁」※コミックス第3巻ドラマCD付限定版A
  - ひとりじめマイヒーロー番外編「メールとため息と夕ごはん」※『gateau』2014年9月号、2016年1月号付録
  - ひとりじめマイヒーロー
  - ひとりじめマイヒーロー2
  - ひとりじめマイヒーロー3
  - ひとりじめマイヒーロー4
  - ひとりじめマイヒーロー6巻特装版 CD付
  - TVアニメ「ひとりじめマイヒーロー」 ドラマCD Vol.1 〜メモリアル、ササ、ときどきトリオ〜
  - TVアニメ「ひとりじめマイヒーロー」 ドラマCD Vol.2 〜冬支度、メアリさん、ときどきBar〜

- 花鳥風月1（2014年 - 2015年、観世大輝）
  - 花鳥風月2
  - 花鳥風月3

- 知ってるよ。（2014年 - 2016年、星崎大智）
  - 知ってるよ。2

- ひとりじめボーイフレンド（大柴康介）
- 眠り王子にキスを（宮村周平）
- 夜空のすみっこで、（須藤昭弘）
- テンカウント シリーズ（2014年 - 2018年、黒瀬陸）
  - テンカウント1
  - テンカウント1 ※月刊ディアプラス2015年2月号付録
  - テンカウント2
  - テンカウント2 ※月刊ディアプラス2015年8月号付録
  - テンカウント ※アニくじ A賞 ドラマCD
  - テンカウント3
  - テンカウント3 ※月刊ディアプラス2016年3月号付録
  - テンカウント4
  - テンカウント5 ※月刊ディアプラス2017年4月号付録
  - テンカウント5
  - テンカウント ※アニくじ A賞 ドラマCD
  - テンカウント6

2015年
- 不機嫌彼氏のなだめ方（賀神圭市）
- オレだけ見ないと××しちゃうぞ（由梨圭一）

2016年
- リンクス -Links-（関屋真人）
- エスケープジャーニー（2016年 - 2021年、羽瀬太一）
  - エスケープジャーニー2

- まほろばデイズ（久鹿白羽）

2017年
- かしこまりました、デスティニー　シリーズ（2017年 - 2018年、久藤優人）
  - かしこまりました、デスティニー side:Master
  - かしこまりました、デスティニー side:Butler
  - かしこまりました、デスティニー Answer

- 気まぐれなジャガー（麻生新）
- 俺のパンツが人質にとられています（岸本亮）
- 暫定ボーイフレンド（北村怜矢）

2018年
- ただのクラスメイトから恋人になるたった1つの方法 Method.2 一目惚れと初恋の場合（犬飼真広）

2019年
- I HATE（陽本赤也）
- 酔いどれ恋をせず（楯野川誓）
  - 酔いどれ恋をせず ※シェリプラス2019年11月号付録

2020年
- 好物は真夜中のうち腹のなか（2022年 - 2023年、真鍋グリム）
  - 好物は愛しいあなたの腹のなか

- 理解不能クソキューティー（中原達也）

2021年
- ドS先生に愛されてたまるか（安曇隼）
- パーフェクトプロポーズ（深谷甲斐）

2022年
- カリギュラの恋（堂山光高）
- 秘め婿（ヤマト）
- スケベの青春（三田村泰介）
- キス・アンド・ナイト（昴）
- 絶望に啼け　上・下（内藤曳斗）

2023年
- 恋するミルククラウン（帆高柊介）
- マイディア・エージェント（青柳理一）
- 食べてもおいしくありません2（薬師朝陽）

2024年
- おやすみ、またね。ましろくん。（白川涼）
- なつめさんは開発かれたい（澤谷鴻）

2025年
- アフターグロウ（樋口聖高）

### ラジオ・トーク・朗読CD
- 遠恋男子2（佐野満）
- 帰ってきた!関東図書基地広報課 図書特殊広報隊 実態調査報告
- 官能昔話7 〜日本昔話〜
- 近藤隆のももんがあッCD 前野智昭の章
- 高橋広樹のモモっとトーークCD 前野智昭盤
- 同級生は魔神サマ（滝沢鉄、シロ）
- DJCD「図書館戦争 関東図書基地広報課 実態調査報告」第壱・弐巻
- 「Vitamin」シリーズDJCD「私立聖帝学園放送部活動録」巻の壱 - 四
- 「Vitamin」シリーズDJCD「私立聖帝学園放送部活動録」冬季課外活動編
- 「Vitamin」シリーズDJCD「私立聖帝学園放送部活動録」終の巻
- VitaminZ × 羊でおやすみシリーズ Vol.2 「テントでおやすみ」（不破千聖）
- VitaminX-Z・キャンディビタミン3（不破千聖）
- honeybee 羊でおやすみシリーズ Vol.29 「雪を見ながらおやすみ」
- DJCD ぺらぶ! a cappella love!? ぺらぶらじお
- マエマジ LIFE STYLE ラジオCD vol.01・02
- ラジオCD「暁のヨナ〜高華王国ラジオ〜」Vol.1
- ラジオCD「M3〜ソノ黒キラジオ〜」Vol.1
- 「SUPER LOVERS」ラジオCD ※エメラルド2016年春の号付録

### ラジオドラマ
- テイルズウィーバー ルーンの子供たち 追憶の双剣（2013年、ボリス・ジンネマン[414]）

### オーディオドラマ
- ラブボイスフェア あかいいと（2012年、比名瀬[415]）
- オーディオシネマ『さくらノイズ』[416]（2014年、見守京介[417]）
- ラスボスの向こう側 サウンドノベル版（2017年、エウリアス[408]）
- ここからはオトナの時間です（2024年、亜久津和音[418]）

### デジタルコミック
- VOMIC スイート☆ミッション（望月浩介）
- VOMIC ストロボ・エッジ（是永大樹）
- VOMIC ノノノノ（天津暁）
- VOMIC ハイキュー!!（影山飛雄[419]）
- VOMIC フライハイ!（立花宗介）
- VOMIC 保健室の死神（派出須逸人）
- 小泉先生はみだされたくない（2022年、鰐淵岳[420]）
- 夜伽の双子－贄姫は二人の王子に愛される－（2023年、ユオ[421]）
- 美人すぎる女装刑事 藤堂さん（2023年、藤堂秀介（男）[422]）
- 愛さないといわれましても～元魔王の伯爵令嬢は生真面目軍人に餌付けをされて幸せになる～（2024年、ジェラルド[423]）

### 吹き替え

#### 担当俳優
アンドリュー・ガーフィールド
- スパイダーマンシリーズ（ピーター・パーカー / スパイダーマン）
  - アメイジング・スパイダーマン
  - アメイジング・スパイダーマン2
  - スパイダーマン:ノー・ウェイ・ホーム

- タミー・フェイの瞳（ジム・ベイカー）
- ハクソー・リッジ（デズモンド・ドス）

イ・ジュニョク
- カムバック マドンナ〜私は伝説だ（チャン・テヒョン）
- シティーハンター in Seoul（キム・ヨンジュ）
- 犯罪都市 NO WAY OUT（チュ・ソンチョル）

サム・クラフリン
- チャーリーズ・エンジェル（アレクサンダー・ブロック）
- ハンガー・ゲームシリーズ（フィニック・オデイル）
  - ハンガー・ゲーム2
  - ハンガー・ゲーム FINAL: レジスタンス
  - ハンガー・ゲーム FINAL: レボリューション

#### 映画
- アメリカン・ホストクラブ（カール）
- アンティーク 〜西洋骨董洋菓子店〜（ジャン＝バティスト〈アンディ・ジレ〉）
- イリュージョン・ホテル（ランド）
- インデペンデンス・デイ: リサージェンス（ディラン・ヒラー〈ジェシー・アッシャー〉）
- 永遠の僕たち（イーノック〈ヘンリー・ホッパー〉）
- エネミー・フォース 限界空域（ルディ）
- キューティ・バニー
- クラウド アトラス（ロバート・フロビシャー、他〈ベン・ウィショー〉）
- CODE46（ナビル）
- コヴェナント/約束の救出（デクラン・オブラディ軍曹〈アレクサンダー・ルドウィグ〉）
- コンクラーベ 天使と悪魔（プロスペロ・コロナ）
- 11:14（マーク〈コリン・ハンクス〉）
- ジェニファー・ラヴ・ヒューイットのセレブリティ（セバスチャン〈ジェームズ・カーク〉）
- 処刑島（ブルー）
- 新・宇宙戦争（ゴーマン）
- 新感染 ファイナル・エクスプレス（ヨングク〈チェ・ウシク〉[432]）
- スウィート17モンスター（ダリアン〈ブレイク・ジェンナー〉）
- 捨て犬マッカムの冒険（マッカム）
- スナッチ（トミー〈スティーヴン・グレアム〉）※デラックス・エディション版
- スピーシーズXXX 寄生獣の甘い罠（マット）
- セックス・アンド・ザ・シティ（パウロ）
- ソウル・ステーション/パンデミック（キウン〈イ・ジュン〉[433]）
- その男は、静かな隣人（ハーパー）
- ゾンビーワールドへようこそ（カーター〈ローガン・ミラー〉）
- ゾンビリアン（スティーブ）
- ダーウィン・アワード
- 旅猫リポート（虎丸[434]）
- チーター・ガールズ3 in インド
- チャーチルズ・ウォー（チャルー）
- デプス・チャージ 合衆国撃沈（グレッグ）
- トエンティマン・ブラザーズ（トニー）
- ドラゴンストーム（ゲルマロ）
- ドリフト 神がサーフする場所（アンディ・ケリー〈マイルズ・ポラード〉）
- ナザレのイエス
- パニッシャー: ウォー・ゾーン（マイク）
- ハン・ソロ/スター・ウォーズ・ストーリー（ハン・ソロ〈オールデン・エアエンライク〉[435]）
- ブルークラッシュ2（ティム）
- プロジェクトV（ロイ・ジャンユー〈ヤン・ヤン〉[436]）
- ベガスの恋に勝つルール
- ホーンテッド・ゾーン（ケビン）
- マーキュリーマン（チャーン）
- ミッドサマー（クリスチャン・ヒューズ〈ジャック・レイナー〉[437]）
- ミルコのひかり（エットレ）
- ライオット・クラブ（マイルズ〈マックス・アイアンズ〉）
- リトル・マーメイド 人魚姫と魔法の秘密（キャム・ハリソン〈ウィリアム・モーズリー〉）
- レイルロード・タイガー（ダーハイ〈ファン・ズータオ〉[438]）
- ロバート・デ・ニーロ エグザイル（ニック・フリン〈ポール・ダノ〉）
- ワープ トゥ ヘル（ピーター〈クリス・スケンレンジャー〉）

#### ドラマ
- iCarly（グリフィン）
- 愛の不時着（ク・スンジュン〈キム・ジョンヒョン〉[439]）
- ヴェロニカ・マーズ（クラレンス）
- 宇宙船レッド・ドワーフ号（イエス〈ジェームズ・バクスター〉）
- ALMOST HUMAN/オールモスト・ヒューマン #10
- 奥さまは首相 〜ミセス・プリチャードの挑戦〜[要出典]
- CAMELOT 〜禁断の王城〜（アーサー・ペンドラゴン〈ジェイミー・キャンベル・バウアー〉）
- グレイズ・アナトミー 恋の解剖学（ジェイソン・アンドリュー）
- 刑事トム・ソーン2 臆病な殺人者（マーティン・パーマー〈トム・ブルック〉）
- 恋するマンハッタン
- ゴシップガール（オットー・バーグマン4世〈イーライ・ブラウン〉[440]）
- 三国志 Three Kingdoms（曹丕〈ユー・ビン〉）
- CSI:ニューヨーク
  - シーズン3 #15（ブライアン・ミラー）
  - シーズン4 #12（タイラー）
- CSI:マイアミ10 ザ・ファイナル（アンドリュー）
- 女王ヴィクトリア 愛に生きる（2017年、アルバート[441]）
- 絶対彼氏〜My Perfect Darling〜（天城ナイト〈ジロー〉）
- セレブの誕生（チュ・ウンソク〈ナムグン・ミン〉）
- ディフェンダーズ 闘う弁護士（マイク）
- 24 -TWENTY FOUR- シーズン6（ターナー）
- 24 -TWENTY FOUR- リデンプション（アディソン）
- Dr.HOUSE シーズン3（スティーヴィー）
- 花ざかりの君たちへ〜花様少年少女〜（野江伸二〈江野伸〉）
- PAN AM/パンナム
- ピースメイカー（エイドリアン・チェイス / ビジランテ〈フレディー・ストローマ〉[442]）
- 百年の花嫁（チェ・ガンジュ〈イ・ホンギ〉[443]）
- ブラザーズ&シスターズ（ブライアン・ガルシア）
- BONES
  - シーズン2（レンジャー、ラミレス）
  - シーズン3（コルビー）
- ホット・ショット〜籃球火〜（杜飛〈トゥー・フェイ〉）
- ボディ・オブ・プルーフ 死体の証言 #5[要出典]
- ボディ・オブ・プルーフ2 死体の証言（ジャック・ゴードン）
- 魔術師 MERLIN（アーサー）
- ミディアム4 霊能者アリソン・デュボア #2[要出典]
- ムーブ・トゥ・ヘブン: 私は遺品整理士です（チョ・サング〈イ・ジェフン〉[444]）
- レオナルド 〜知られざる天才の肖像〜（サライ〈カルロス・クエヴァス〉[445]）
- ロング・ロード・ホーム（トマス・ヤング一等兵〈ノエル・フィシャー〉[446]）

#### アニメ
- おさるのジョージ（ネットイエ）
- 学園NINJA ランディ（ランディ）
- 小さなバイキング ビッケ（レイフ[447]）
- ドラゴンズドグマ（ヤン[448]）
- 百妖譜（城下の男、仮面の男、照海）
- 万聖街（ダーマオ[449]）
- ヤング・ジャスティス（ウォーリー・ウェスト / キッドフラッシュ）
- RWBY（サン・ウーコン[450]）
- LEGO スター・ウォーズ/オールスターズ（ハン・ソロ）

### 特撮
- スーパー戦隊シリーズ
  - 天装戦隊ゴセイジャー（2010年、5000℃のクラスニーゴの声）
  - 騎士竜戦隊リュウソウジャー（2020年、ガンジョージの声[451]）
  - 機界戦隊ゼンカイジャー（2021年、ボンワルドの声[452]）
- 仮面ライダーシリーズ
  - 仮面ライダーオーズ/OOO（2010年、カマキリヤミーの声）
  - 仮面ライダーガヴ（2025年、グラニュート・チョールの声）
- ウルトラマンレグロス（2023年、ファルードの声[453]）

### ラジオ
※はインターネット配信。
- 関東図書基地 広報課 男子寮（2008年、アニメイトTV※・音泉※）
- ライフウィズアイドルプレゼンツ "アイドル・オン・ザ・レイディオ!"（2008年、アニメイトTV※）
- ライフウィズアイドルプレゼンツ "帰ってきたアイドル・オン・ザ・レイディオ!"（2009年、音泉※）
- 私立聖帝学園放送部（2009年 - 2011年、アニメイトTV※）
- Dolce compagni（2010年、インターコミュニケーションズ公式サイト内※）
- マエマジLIFE STYLE（2010年 - 2011年、超!A&G+※）
- ぺらぶらじお（2011年、アニメイトTV※）
- 鈴村健一・前野智昭『彼氏いりませんか?』（2011年 - 2012年、ニコニコ生放送※）
- 帰ってきた!関東図書基地広報課 図書特殊広報隊（2012年、アニメイトTV※）
- VitaminZ RadioAction（2012年 - 2013年、音泉※）
- サンラジオ・レジデンス（2012年 - 2013年、アニメイトTV※）
- 前野と諏訪のネニャフル学院放送室（2013年 - 2014年、音泉※）
- 前野智昭・増田俊樹のMission:WM（2014年、文化放送、超!A&G+※）
- 暁のヨナ〜高華王国ラジオ〜（2014年 - 2015年、音泉※）
- アオハルラジオ〜白黒つけてやろうじゃないか!〜（2015年、アニメ公式サイト内※）[454][455]
- TVアニメ「SUPER LOVERS 2」RADIO LOVERS[注 3]（2016年 - 2017年、音泉※）[456]
- 不機嫌なモノノケ庵 ラヂオノ怪（2016年、音泉※）[457]
- ブレンドS・ラジオ「スティーレ閉店中!!」（2017年 - 2018年、音泉※）[458]
- 前野智昭のパンドーRADIO レオンの実験報告書（2018年、音泉※）[459]
- 図書館戦争関東図書基地広報課　〜TVアニメ放送10周年記念特番〜（2018年、音泉※）[460]
- 前野智昭のキミと同じくらいコレが好き（2018年、マンガPark※[461]）
- 前野智昭・小笠原仁のWAVE!! Brilliant Time（2018年、bayfm[462]）
- アニプレックス NEXT RADIO（2020年 - 2021年、YouTube※[463][464]）
- 一緒に「はたらく細胞」らじお（2021年、音泉※）
- 骸骨騎士様、只今ラジオへお出掛け中（2022年 - 、音泉※）[465]

### ナレーション
- トップランナー（2009年4月 - 2011年3月、NHK）
- あにてれ Presents アニソンぷらす+（2011年7月、テレビ東京）
- 映画『図書館戦争』ナビ（2013年、TBS）
- 映画『図書館戦争 THE LAST MISSION』公開記念ナビ（2015年、TBS）
- JARO（2017年 - ）

### テレビ番組
※はインターネット配信。
- ファミ通ゲーマーズDX（2013年10月24日 - 、ニコニコ生放送※）
- コミックエリートラボ（2016年8月25日 - 2017年9月22日、YouTube※）
- 鳥海浩輔・前野智昭の大人のトリセツ（2018年4月14日 - 9月19日、2019年4月3日 - 、TOKYO MX）
- アニプレックス NEXT（2020年7月2日 - 2021年1月31日、YouTube※[463][466]）
- 声優と夜あそび（2021年4月12日 - 、AbemaTV※） - 月曜日MC[467]

### 映像商品
- うたの☆プリンスさまっ♪ マジLOVELIVE1000％ 2nd STAGE
- うたの☆プリンスさまっ♪ マジLOVELIVE 3rd - 6th STAGE
- うたの☆プリンスさまっ♪ QUARTET NIGHT LIVEエボリューション 2017
- うたの☆プリンスさまっ♪ QUARTET NIGHT LIVE FUTURE 2018
- 江口拓也の俺たちだってもっと癒されたい！特別編〜金沢の旅〜
- オトメイトパーティー♪2011 - 2017
- KNFキャミソール級王座戦~in 禁断生フェスティバル~
- 禁断生フェスティバルFINAL
- 禁断生FESTIVAL69
- 黒執事 Book of Circus/Murder」New Year's Party ~その執事、賀正~
- Code:Realize Fantastic Party!
- SABA SURVIVAL GAME SEASON III ＃1, ＃2
- SABA SURVIVAL GAME SEASON IV ＃1, ＃2
- JAPAN 乙女 Festival 2 - 3
- 声優だって旅します the 2nd VOL.1 諏訪部順一・前野智昭/富山編
- 声優だって旅します the 2nd スペシャルイベント‐ 旅の思い出は○○だったね! We love “KOETABI”!‐
- ダメプリ ANIME CARAVAN大収穫祭
- 月歌夏祭り
- 東京乙女レストラン シーズン2 Vol.3
- 『刀剣乱舞-花丸-』スペシャルイベント 花丸◎日和!
- 続『刀剣乱舞-花丸-』 スペシャルイベント 花丸◎まつり!
- ときめきレシピ 英国料理の巻〜前野智昭&KENN
- 鳥海浩輔・前野智昭の大人のトリセツ 1 - 4
- ネオロマンススターライト・クリスマス 2011 - 2012
- ネオロマンス・フェスタ 〜遙かなる時空の中で&金色のコルダ〜
- ネオロマンス・フェスタ 金色のコルダ 10th Birthday
- ネオロマンス・フェスタ 金色のコルダ 星奏学院祭4
- ネオロマンス・フェスタ 金色のコルダ Featuring 天音学園/星奏学院
- ネオロマンス BRAND NEW SUMMER
- ネオロマンス・フェスタ 金色のコルダ 星奏学院祭6
- 「八犬伝-東方八犬異聞-」おいでませ!古那屋in日比谷公会堂
- VitaminZ 大阪〜初夏の陣〜
- VitaminZ 東京〜盛夏の陣〜
- VitaminXtoZ いくぜっ!究極（ハイパー）★エクスプロージョン
- VitaminZ 百花繚乱 幕張・炎夏の陣 愛してるZ!!!!!!
- VitaminZ 修学旅行 in 北海道!
- ひとりじめマイヒーロー HOME PARTY!
- ブレンド・F（es）[注 4]
- MARINE SUPER WAVE R 2011
- 宵夜森ノ姫 待宵月の円舞曲
- 弱虫ペダル スペシャルイベント〜LE TOUR DE YOWAPEDA 2015〜

### 舞台
- ミュージカル舞台・MASKED RIDER LIVE&SHOW 〜十年祭〜（2009年、仮面ライダーブレイド、戦闘員の声）
- Kiramune Presents リーディングライブ『5コントローラーズ+1』（2014年、Master）[468]
- マスクプレイミュージカル『デリシャスパーティ♡プリキュア ドリームステージ』（2022年、ローズマリー、声の出演[469]）
- 星降る街 2024（2024年、大手町三井ホール[470]）

### その他コンテンツ
- 「月刊アフタヌーン」2009年8月号付属DVD TVアニメ『宙のまにまに』蒼栄高校天文部 入部案内DVD（講談社）
- #000000 ウルトラブラック 単行本第4巻 応募者全員サービスCD 「黒き花園のアンチテーゼ」（2010年）
- GUSH 2010年5月号付録 四号×警備 番外編CD「スーツの着方入門編」
- B's-LOG 2010年5月号付録 夜のSPECIAL DVD「VOICE OF PRINCE」
- 前野 快怠真書（声優グランプリmobileでコラムを連載、2014年3月で連載終了し現在はバックナンバーの閲覧のみ）
- 暁のヨナ オリジナルアニメPV DVD「ヨナ始」※「花とゆめ」2014年19号付録
- アオペラ -aoppella!?-（2021年、宗円寺雨夜）
- 異世界の沙汰は社畜次第 PV（2021年、アレシュ[471]）
- 足利長尾ゆかりの町巡り音声ガイド（2022年、音声ガイド[472]）
- 日本中央競馬会ブランドCM「今日、私の物語が走ります。」(2023年、生産牧場先輩男性[473])
- 死に戻り公女は繰り返す世界を終わらせたい PV（2024年、ジーク[474]）

## ディスコグラフィ

### シングル
|     | 発売日         | タイトル   | 規格品番   | オリコン 最高位 |
| --- | -------------- | ---------- | ---------- | --------------- |
| 1st | 2009年10月30日 | for You... | EM2R-00002 | 18位            |

### キャラクターソング
| 発売日         | 商品名                                                                                         | 歌 | 楽曲 | 備考                                                                       |
| -------------- | ---------------------------------------------------------------------------------------------- | --- | --- | -------------------------------------------------------------------------- |
| 2009年3月25日  | 絶頂（クライマックス）HEAVEN                                                                   | 天（KENN）と千（前野智昭） | 「絶頂（クライマックス）HEAVEN」 | ゲーム『VitaminZ』オープニングテーマ                                       |
| 2009年3月25日  | 絶頂（クライマックス）HEAVEN                                                                   | 天（KENN）と千（前野智昭） | 「Brand New Day」 | ゲーム『VitaminZ』エンディングテーマ                                       |
| 2009年6月10日  | ライフウィズアイドル プレゼンツ！ スリーナイツ・オン・CD -レッド-                              | 綾辻京介（前野智昭） | 「Silence」 | ビジュアルノベル『ライフウィズアイドル』関連曲                             |
| 2010年6月16日  | 本能（バーニング）ハリケーン                                                                   | 天（KENN）と千（前野智昭） | 「本能（バーニング）ハリケーン」 | ゲーム『VitaminZ Revolution』オープニングテーマ                            |
| 2010年6月16日  | 本能（バーニング）ハリケーン                                                                   | 天（KENN）と千（前野智昭） | 「Made in Love」 | ゲーム『VitaminZ Revolution』エンディングテーマ                            |
| 2011年3月14日  | Vitamin XtoZ RED-SKY                                                                           | 草薙一（小野大輔）、不破千聖（前野智昭） | 「ENDLESS SKY」 | ゲーム『Vitamin XtoZ』関連曲                                               |
| 2011年6月24日  | 籠の中のアリシス 〜JewelMusic〜                                                                | ハーヴェイ（前野智昭） | 「ヒカリのありか」 | ゲーム『籠の中のアリシス』オープニングテーマ                               |
| 2011年8月31日  | 100万人の金色のコルダ 〜放課後のD.C.（ダ・カーポ）〜                                           | 不動翔麻（前野智昭） | 「FIREWORKS NIGHT」 | ゲーム『100万人の金色のコルダ』関連曲                                      |
| 2011年9月22日  | ぺらぶ！ a cappella love!? ♭1 〜夏服サイドストーリーズ〜                                       | 井之上義哉（木村良平）、有坂圭一郎（前野智昭）、片桐隼人（細谷佳正）、光永千紘（柿原徹也）、時枝あゆむ（KENN） | 「リルハピデイズ」 | 『ぺらぶ！ a cappella love!?』関連曲                                       |
| 2011年11月7日  | うたの☆プリンスさまっ♪ Debut ユニットドラマCD カミュ&セシル                                    | カミュ（前野智昭）、愛島セシル（鳥海浩輔） | 「NorthWind and SunShine」 | ゲーム『うたの☆プリンスさまっ♪ Debut』関連曲                               |
| 2012年1月25日  | イナズマイレブンGO キャラクターソング オリジナルアルバム                                       | 剣城京介（大原崇）、剣城優一（前野智昭） | 「同じ夢を見てる」 | テレビアニメ『イナズマイレブンGO』関連曲                                   |
| 2012年6月1日   | ぺらぶ！a cappella love!? -ぺらぶっく-                                                         | 井之上義哉（木村良平）、有坂圭一郎（前野智昭）、片桐隼人（細谷佳正）、光永千紘（柿原徹也）、時枝あゆむ（KENN） | 「毎日がアニバーサリー」 | 『ぺらぶ！ a cappella love!?』関連曲                                       |
| 2012年7月11日  | Another キャラクターソングアルバム Songs party 〈歌宴〉                                        | 勅使河原直哉（前野智昭） | 「青春Treasures!」 | テレビアニメ『Another』関連曲                                              |
| 2012年7月11日  | VitaminZ Character Song CD 百歌繚乱 其の壱〜天十郎／千聖〜                                     | 不破千聖（前野智昭） | 「千の誓い」 | ゲーム『VitaminZ』関連曲                                                   |
| 2012年7月25日  | うたの☆プリンスさまっ♪ Shining All Star CD                                                     | QUARTET NIGHT | 「QUARTET★NIGHT」 | ゲーム『うたの☆プリンスさまっ♪ All Star』テーマソング                      |
| 2012年7月31日  | アブナイ★恋の捜査室 キャラクターソングCD「You're Under Arrest」〜明智誠臣〜                    | 明智誠臣（前野智昭） | 「You're Under Arrest」 「Love Pursuit」 | 『アブナイ★恋の捜査室』関連曲                                              |
| 2012年8月22日  | VitaminZ Character Song CD 百歌繚乱 其の禄〜VitaminZのテーマ〜                                 | 成宮天十郎（KENN）、不破千聖（前野智昭）、多智花八雲（代永翼）、嶺アラタ（森久保祥太郎）、方丈慧（入野自由）、方丈那智（野島健児） | 「愛してるZ!!!!!!」 | ゲーム『VitaminZ』関連曲                                                   |
| 2012年9月5日   | うたの☆プリンスさまっ♪ アイドルソング 蘭丸&カミュ                                              | カミュ（前野智昭） | 「絶対零度Emotion」 | ゲーム『うたの☆プリンスさまっ♪』関連曲                                     |
| 2012年9月26日  | うたの☆プリンスさまっ♪ デュエットCD 嶺二＆蘭丸／藍＆カミュ                                     | 美風藍（蒼井翔太）、カミュ（前野智昭） | 「月明かりのDEAREST」 | ゲーム『うたの☆プリンスさまっ♪』関連曲                                     |
| 2012年11月21日 | 理系男子。NEXT 勉強になる!? キャラクターソング VOL.4                                           | 黒嶋哲（前野智昭） | 「求める道〜1/216の確率〜」 「原子分子STEP〜ぼくらの化学反応（キズナ）〜」 | 『理系男子。』関連曲                                                       |
| 2012年12月26日 | うたの☆プリンスさまっ♪ シャッフルユニットCD カミュ＆レン                                       | カミュ（前野智昭）、神宮寺レン（諏訪部順一） | 「Baby! My Strawberry!」 | ゲーム『うたの☆プリンスさまっ♪』関連曲                                     |
| 2013年1月31日  | 解禁（ROMANCING）DESTINY」                                                                     | 天（KENN）と千（前野智昭） | 「解禁(ROMANCING)DESTINY」 | ゲーム『VitaminZ Graduation』オープニングテーマ                            |
| 2013年1月31日  | 解禁（ROMANCING）DESTINY」                                                                     | 天（KENN）と千（前野智昭） | 「Sweet Home」 | ゲーム『VitaminZ Graduation』エンディングテーマ                            |
| 2013年3月1日   | ツキウタ。3月 弥生春「ウグイス・コード -春告鳥の歌-」                                          | 弥生春（前野智昭） | 「ウグイス・コード -春告鳥の歌-」 「春の小川（march re arrange）」 | 『ツキウタ。』関連曲                                                       |
| 2013年4月24日  | 八犬伝―東方八犬異聞― イメージソングCD Vol.2［風雷行路］                                        | 犬飼現八（前野智昭）、犬田小文吾(寺島拓篤) | 「風雷行路」 | テレビアニメ『八犬伝―東方八犬異聞―』関連曲                                 |
| 2013年6月26日  | うたの☆プリンスさまっ♪ マジLOVE2000% 1 Blu-ray/DVD 封入CD                                      | QUARTET NIGHT | 「ポワゾンKISS」 | テレビアニメ『うたの☆プリンスさまっ♪ マジLOVE2000%』挿入歌                 |
| 2013年6月26日  | 八犬伝―東方八犬異聞― キャラクターソングアルバム Vol.1                                          | 犬飼現八（前野智昭） | 「OUTLIVE」 | テレビアニメ『八犬伝―東方八犬異聞―』関連曲                                 |
| 2013年6月28日  | 乙女執事が歌ってみた4 木乃穣                                                                   | 木乃穣（前野智昭） | 「Make my Wonderful days」 | 『乙女執事が歌ってみた』関連曲                                             |
| 2013年7月31日  | 14 to 1                                                                                        | ASAHINA Bros.+JULI | 「14 to 1」 | テレビアニメ『BROTHERS CONFLICT』エンディングテーマ                        |
| 2013年9月18日  | JEALOUSNESS                                                                                    | 椿（鈴村健一）、梓（鳥海浩輔）、棗（前野智昭） | 「JEALOUSNESS」 「INNOCENT BLUE」 | ゲーム『BROTHERS CONFLICT BRILLIANT BLUE』関連曲                           |
| 2013年9月20日  | TVアニメ「BROTHERS CONFLICT」キャラクターソング コンセプトミニアルバム（1）「オ・ト・ナ」      | 雅臣（興津和幸）、右京（平川大輔）、要（諏訪部順一）、光（岡本信彦）、椿（鈴村健一）、梓（鳥海浩輔）、棗（前野智昭） | 「オ・ト・ナ BREAKOUT」 | テレビアニメ『BROTHERS CONFLICT』関連曲                                    |
| 2013年9月20日  | TVアニメ「BROTHERS CONFLICT」キャラクターソング コンセプトミニアルバム（1）「オ・ト・ナ」      | 棗（前野智昭）、昴（小野大輔） | 「Bright Breeze」 | テレビアニメ『BROTHERS CONFLICT』関連曲                                    |
| 2013年9月25日  | 金色のコルダ 10th Anniversary CD（4）加地葵&不動翔麻&不動葉介                                  | 不動翔麻（前野智昭）、不動葉介（保村真） | 「君色のCollage（コラージュ）」 | ゲーム『金色のコルダ』関連曲                                               |
| 2013年9月25日  | 理系男子。NEXT 勉強になる!? キャラクターソング 第2弾                                           | 黒嶋哲（前野智昭） | 「直往邁進 律と令」 | 『理系男子。』関連曲                                                       |
| 2013年9月25日  | 理系男子。NEXT 勉強になる!? キャラクターソング 第2弾                                           | 百井リン（立花慎之介）、黒嶋哲（前野智昭） | 「プリティー☆ファニー☆モンスター！」 | 『理系男子。』関連曲                                                       |
| 2013年10月23日 | TVアニメ「BROTHERS CONFLICT」キャラクターソング コンセプトミニアルバム（2）「コ☆ド☆モ」        | 棗（前野智昭）、風斗（KENN） | 「ONE」 | テレビアニメ『BROTHERS CONFLICT』関連曲                                    |
| 2013年11月13日 | ぼくたちのウォーズ                                                                             | 瀬名アラタ（逢坂良太）、星原ヒカル（石塚さより）、出雲ハルキ（前野智昭） | 「ぼくたちのウォーズ」 | テレビアニメ『ダンボール戦機WARS』エンディングテーマ                       |
| 2013年11月20日 | プリティーリズム・レインボーライブ -プリズム☆ソロコレクション／コウジ＆ヒロ＆カヅキ-           | 速水ヒロ（前野智昭） | 「pride」 | テレビアニメ『プリティーリズム・レインボーライブ』関連曲                   |
| 2013年11月20日 | プリティーリズム・レインボーライブ -プリズム☆ソロコレクション／コウジ＆ヒロ＆カヅキ-           | 神浜コウジ（柿原徹也）、速水ヒロ（前野智昭）、仁科カヅキ（増田俊樹） | 「BOY MEETS GIRL（Prism Boys ver.）」 | テレビアニメ『プリティーリズム・レインボーライブ』関連曲                   |
| 2013年11月20日 | ダンボール戦機WARS LBXバトルサントラ                                                           | 瀬名アラタ（逢坂良太）、星原ヒカル（石塚さより）、出雲ハルキ（前野智昭） | 「ぼくたちのウォーズ/动画エンディングVer」 | テレビアニメ『ダンボール戦機WARS』関連曲                                   |
| 2013年12月11日 | ダンボール戦機 シリーズ ソングブックアルティメイト                                             | 瀬名アラタ（逢坂良太）、星原ヒカル（石塚さより）、出雲ハルキ（前野智昭） | 「ぼくたちのウォーズ」 | テレビアニメ『ダンボール戦機WARS』関連曲                                   |
| 2013年12月12日 | 愛=革命（アイハデッドオアラブ）                                                                | 天（KENN）と千（前野智昭） | 「愛=革命（アイハデッドオアラブ）」 | ゲーム『VitaminZ Revolution 3DS版』オープニングテーマ                      |
| 2013年12月25日 | うたの☆プリンスさまっ♪ マジLOVE2000% vol.7 封入特典CD「Shining Star Xmas」                     | シャイニング・スターズ（ST☆RISH & QUARTET NIGHT） | 「Shining Star Xmas」 | テレビアニメ『うたの☆プリンスさまっ♪ マジLOVE2000%』挿入歌                 |
| 2014年1月24日  | ツキウタ。シリーズ デュエットCD マチゲリータ×年長組1「恋忘れ草」                               | 睦月始（鳥海浩輔）、弥生春（前野智昭） | 「恋忘れ草」 | 『ツキウタ。』関連曲                                                       |
| 2014年2月26日  | うたの☆プリンスさまっ♪ 劇団シャイニング JOKER TRAP                                             | カミュ（前野智昭）、一ノ瀬トキヤ（宮野真守）、神宮寺レン（諏訪部順一）、黒崎蘭丸（鈴木達央） | 「JOKER TRAP」 | ゲーム『うたの☆プリンスさまっ♪』関連曲                                     |
| 2014年3月28日  | ツキウタ。シリーズ デュエットCD ゆうゆ×年長組2「ハジマリノハル」                               | 弥生春（前野智昭）、睦月始（鳥海浩輔） | 「ハジマリノハル」 | 『ツキウタ。』関連曲                                                       |
| 2014年4月16日  | TVアニメ「弱虫ペダル」キャラクターソングCD VOL.6                                               | 福富寿一（前野智昭） | 「Beyond the time」 | テレビアニメ『弱虫ペダル』関連曲                                           |
| 2014年4月16日  | TVアニメ「弱虫ペダル」キャラクターソングCD VOL.6                                               | 福富寿一（前野智昭）、荒北靖友（吉野裕行） | 「Lonely Wolves」 | テレビアニメ『弱虫ペダル』関連曲                                           |
| 2014年4月23日  | プリティーリズム・レインボーライブ -プリズム☆ミュージックコレクションDX                        | 速水ヒロ（前野智昭） | 「pride」 | テレビアニメ『プリティーリズム・レインボーライブ』関連曲                   |
| 2014年5月21日  | Glory Road                                                                                     | チーム箱根学園 | 「Glory Road」 「It's easy!!」 | テレビアニメ『弱虫ペダル』関連曲                                           |
| 2014年7月30日  | うたの☆プリンスさまっ♪All Star After Secret アイドルソング カミュ                              | カミュ（前野智昭） | 「純潔なる愛-Aspiration-」 「AURORA」 | ゲーム『うたの☆プリンスさまっ♪All Star After Secret』関連曲                |
| 2014年8月27日  | うたの☆プリンスさまっ♪ カルテットアイドルソング                                                | QUARTET NIGHT | 「マリアージュ」 「You're my life」 | ゲーム『うたの☆プリンスさまっ♪』関連曲                                     |
| 2014年9月3日   | プリティーリズム・レインボーライブ -プリズム☆ボーイズコレクション／Over The Rainbow-           | Over The Rainbow | 「athletic core」 「Flavor」 「BOY MEETS GIRL -non dialog ver.-」 | テレビアニメ『プリティーリズム・レインボーライブ』関連曲                   |
| 2014年9月3日   | プリティーリズム・レインボーライブ -プリズム☆ボーイズコレクション／Over The Rainbow-           | Hiro（前野智昭）、Koji（柿原徹也） | 「pride by Hiro×Koji」 | テレビアニメ『プリティーリズム・レインボーライブ』関連曲                   |
| 2014年10月15日 | 剣が君 キャラクターソング 地之章「黒羽実彰・縁」                                               | 黒羽実彰（前野智昭） | 「恵傅（えでん）」 | ゲーム『剣が君』関連曲                                                     |
| 2014年10月31日 | キャラクターCD「源氏物語〜男女逆転恋唄〜」頭中将之巻                                           | 頭中将（前野智昭） | 「想いの果て」 | 『源氏物語〜男女逆転恋唄〜』関連曲                                         |
| 2014年11月26日 | OVA「BROTHERS CONFLICT」発売記念キャラクターソング                                             | 棗（前野智昭）、侑介（細谷佳正）、風斗（KENN） | 「Re-Quest!」 「Party Parade!」 | OVA『BROTHERS CONFLICT』関連曲                                             |
| 2014年12月9日  | OVA「BROTHERS CONFLICT」第1巻(聖夜) 特典CD                                                     | 雅臣（興津和幸）、要（諏訪部順一）、光（岡本信彦）、棗（前野智昭）、侑介（細谷佳正）、風斗（KENN）、 | 「Brand New Venus」 「O・HA・YO」 | OVA『BROTHERS CONFLICT』関連曲                                             |
| 2014年12月10日 | 戦場の円舞曲 オリジナルサウンドトラック -DELUXE EDITION-                                       | アベル（前野智昭）、ラスティン（加藤和樹）、パシュ（石川界人）、ニケ（小野賢章） | 「運命の前奏曲」 | ゲーム『戦場の円舞曲』関連曲                                               |
| 2014年12月13日 | イベント限定CD ネオロマンス・フェスタ 金色のコルダ Featuring 天音学園                          | トーノ（前野智昭） | 「It's Magical [Short Ver.]」 | ゲーム『金色のコルダ』関連曲                                               |
| 2015年1月28日  | I LOVE YOUが聞こえない                                                                         | ASAHINA Bros.+JULI | 「I LOVE YOUが聞こえない」 | OVA『BROTHERS CONFLICT』エンディングテーマ                                 |
| 2015年2月5日   | バラエティCD 金色のコルダ3 AnotherSky feat.函館天音学園                                        | 函館天音学園 | 「LILA LAVANDULA LILA（函館天音学園 Ver.）」 | ゲーム『金色のコルダ3 AnotherSky feat.函館天音学園』関連曲                 |
| 2015年2月5日   | バラエティCD 金色のコルダ3 AnotherSky feat.函館天音学園                                        | 冥加玲士（日野聡）、天宮静（宮野真守）、七海宗介（増田ゆき）、氷渡貴史（三浦祥朗）、如月響也（福山潤）、ソラ（KENN）、トーノ（前野智昭）、ニア（佐藤朱） | 「LILA LAVANDULA LILA（横浜/函館 天音学園8人 Ver.）」 | ゲーム『金色のコルダ3 AnotherSky feat.函館天音学園』関連曲                 |
| 2015年2月5日   | バラエティCD 金色のコルダ3 AnotherSky feat.函館天音学園                                        | トーノ（前野智昭） | 「LILA LAVANDULA LILA（トーノ Solo Ver.）」 「It's Magical [Full Size]」 | ゲーム『金色のコルダ3 AnotherSky feat.函館天音学園』関連曲                 |
| 2015年2月6日   | VitaminZ 5周年記念CD「熱狂（HEARTBEAT）ROCK」                                                  | 成宮天十郎（KENN）、不破千聖（前野智昭） | 「熱狂(HEARTBEAT)ROCK」 「熱狂(HEARTBEAT)ROCK 前野智昭 Ver.」 | ゲーム『VitaminZ』関連曲                                                   |
| 2015年2月27日  | ツキウタ。シリーズ Six Gravityユニット曲「GRAVITY!」                                           | Six Gravity | 「GRAVITY!」 | 『ツキウタ。』関連曲                                                       |
| 2015年4月22日  | I DOLL U                                                                                       | 御神ルカ（KENN）、獅堂レオ（下野紘）、黒夢ツバサ（前野智昭）、諸星セイヤ（細谷佳正）、魁イツキ（森久保祥太郎） | 「I DOLL U」 | ゲーム『I DOLL U』テーマソング                                             |
| 2015年5月13日  | うたの☆プリンスさまっ♪マジLOVEレボリューションズ アイドルソング カミュ                         | カミュ（前野智昭） | 「Saintly Territory」 「Double face」 | テレビアニメ『うたの☆プリンスさまっ♪マジLOVEレボリューションズ』関連曲     |
| 2015年5月27日  | EMOTIONAL POSSESSION                                                                           | 音成奏（前野智昭） | 「EMOTIONAL POSSESSION」 | ゲーム『POSSESSION MAGENTA』関連曲                                         |
| 2015年5月27日  | EMOTIONAL POSSESSION                                                                           | 音成奏（前野智昭）、静間草太（斉藤壮馬）、橙山光介（増田俊樹）、青葉大河（石川界人）、蘇明杰（小野友樹）、桃井優一郎（岡本信彦） | 「Purely Sunshine」 | ゲーム『POSSESSION MAGENTA』関連曲                                         |
| 2015年5月28日  | オリジナルマキシシングルCD「EMOTIONAL POSSESSION」+ショートストーリー                          | 音成奏（前野智昭） | 「EMOTIONAL POSSESSION Short Ver.」 | ゲーム『POSSESSION MAGENTA』関連曲                                         |
| 2015年5月29日  | 好敵手CD「源氏物語〜男女逆転恋唄〜 月夜×頭中将之巻」                                           | 月夜（鈴木達央）、頭中将（前野智昭） | 「密か事」 | 『源氏物語〜男女逆転恋唄〜』関連曲                                         |
| 2015年6月24日  | バラエティCD 金色のコルダ プロジェクトff2 志水・衛藤・翔麻                                     | 不動翔麻（前野智昭） | 「SESSION!」 | ゲーム『金色のコルダ プロジェクトff2』関連曲                               |
| 2015年6月24日  | エボリューション・イヴ                                                                         | QUARTET NIGHT | 「エボリューション・イヴ」 「The dice are cast」 | テレビアニメ『うたの☆プリンスさまっ♪ マジLOVEレボリューションズ』関連曲    |
| 2015年7月1日   | うたの☆プリンスさまっ♪マジLOVEレボリューションズ 1 Blu-ray/DVD 封入CD                          | シャイニング・スターズ（ST☆RISH & QUARTET NIGHT） | 「GOLDEN☆STAR」 | テレビアニメ『うたの☆プリンスさまっ♪ マジLOVEレボリューションズ』関連曲    |
| 2015年7月31日  | ツキウタ。3月 弥生春2                                                                          | 弥生春（前野智昭） | 「Faith and Promise」 「アクア・リフレイン」 | 『ツキウタ。』関連曲                                                       |
| 2015年8月5日   | スタミュ ファーストドラマCD ☆☆永遠★STAGE☆☆                                                     | team鳳 | 「☆☆永遠★STAGE☆☆」 | テレビアニメ『スタミュ』関連曲                                             |
| 2015年8月26日  | The Bravest Destiny                                                                            | トイ☆ガンガン | 「The Bravest Destiny」 | テレビアニメ『青春×機関銃』オープニングテーマ                              |
| 2015年8月26日  | The Bravest Destiny                                                                            | トイ☆ガンガン | 「僕たちのザ・大成功」 | テレビアニメ『青春×機関銃』関連曲                                          |
| 2015年8月26日  | ボーイフレンド（仮） キャラクターCDシリーズ vol.6 芹澤悠吏&不破渓士&桃越ハル                   | 不破渓士（前野智昭） | 「藤波恋慕」 | ゲーム『ボーイフレンド（仮）』関連曲                                       |
| 2015年9月2日   | I DOLL U キャラクターソロソングシリーズ／黒夢ツバサ                                            | 黒夢ツバサ（前野智昭） | 「LOVE COUNT DOWN 〜宿世の花嫁〜」 「I DOLL U -Tsubasa ver.-」 | ゲーム『I DOLL U』                                                         |
| 2015年9月30日  | 青春×機関銃 BD/DVD 第1巻 初回限定盤 スペシャルCD                                               | トイ☆ガンガン | 「日常サヴァイヴ」 | テレビアニメ『青春×機関銃』関連曲                                          |
| 2015年9月30日  | うたの☆プリンスさまっ♪ Shining All Star CD2                                                    | QUARTET NIGHT | 「Starlight Memory」 | ゲーム『うたの☆プリンスさまっ♪ Shining All Star』関連曲                    |
| 2015年10月21日 | 青春×機関銃 BD/DVD 第2巻 初回限定盤 スペシャルCD                                               | トイ☆ガンガン | 「銃とオレンジ」 | テレビアニメ『青春×機関銃』関連曲                                          |
| 2015年10月23日 | 仲吉商店街、恋の湯 営業中！ 1                                                                  | 青葉泰知（前野智昭） | 「Precious Story」 | 『仲吉商店街、恋の湯 営業中！』関連曲                                      |
| 2015年10月28日 | ☆SHOW TIME 4☆空閑愁&虎石和泉                                                                   | 空閑愁（前野智昭） | 「RADIANT MIND」 | テレビアニメ『スタミュ』関連曲                                             |
| 2015年11月4日  | ☆SHOW TIME 5☆team鳳&team柊                                                                     | team鳳 | 「五重奏 〜クインテット〜」 | テレビアニメ『スタミュ』関連曲                                             |
| 2015年11月11日 | ☆SHOW TIME 6☆team鳳&team柊                                                                     | team鳳 | 「アヤナギ・ショウ・タイム〜鳳アレンジVer.〜」 | テレビアニメ『スタミュ』関連曲                                             |
| 2015年11月25日 | ☆SHOW TIME 8☆team鳳&戌峰誠士郎×卯川 晶                                                         | team鳳 | 「Ready→Steady→Dream!」 | テレビアニメ『スタミュ』関連曲                                             |
| 2015年11月25日 | 剣が君 for V 二重唱 朧月之章「黒羽実彰・縁」                                                   | 黒羽実彰（前野智昭）、縁（置鮎龍太郎） | 「夢の橋」 | ゲーム『剣が君 for V』関連曲                                               |
| 2015年12月9日  | うたの☆プリンスさまっ♪ シアターシャイニング Pirates of the Frontier                            | 黒崎蘭丸（鈴木達央）、カミュ（前野智昭）、一十木音也（寺島拓篤） | 「Pirates of the Frontier」 | ゲーム『うたの☆プリンスさまっ♪』関連曲                                     |
| 2015年12月9日  | ☆SHOW TIME 10☆team鳳&華桜会                                                                    | team鳳 | 「星屑ムーブメント」 | テレビアニメ『スタミュ』関連曲                                             |
| 2015年12月23日 | ☆SHOW TIME 12☆team鳳                                                                           | team鳳 | 「星瞬COUNTDOWN」 | テレビアニメ『スタミュ』関連曲                                             |
| 2015年12月25日 | 恋敵CD「源氏物語〜男女逆転恋唄〜 葵×頭中将」                                                   | 葵（小野賢章）、頭中将（前野智昭） | 「まほろばの月」 | 『源氏物語〜男女逆転恋唄〜』関連曲                                         |
| 2016年1月13日  | 『I DOLL U』 Complete Music Disc                                                               | 黒夢ツバサ（前野智昭） | 「LOVE COUNT DOWN 〜宿世の花嫁〜」 | ゲーム『I DOLL U』関連曲                                                   |
| 2016年1月13日  | 『I DOLL U』 Complete Music Disc                                                               | 黒夢ツバサ（前野智昭）、魁イツキ（森久保祥太郎） | 「I Doll U -adult version-」 | ゲーム『I DOLL U』関連曲                                                   |
| 2016年1月22日  | 仲吉商店街、恋の湯 営業中！ 楽曲集 Memories                                                    | 青葉泰知（前野智昭） | 「Precious Story -Full ver.-」 | 『仲吉商店街、恋の湯 営業中！』関連曲                                      |
| 2016年1月28日  | うたの☆プリンスさまっ♪ MUSIC3 music disc                                                       | カミュ（前野智昭） | 「純潔なる愛 -Aspiration- 1コーラスver. with Love-word.」 「AURORA 1コーラスver. with Love-word.」 | ゲーム『うたの☆プリンスさまっ♪ MUSIC3』関連曲                              |
| 2016年1月28日  | うたの☆プリンスさまっ♪ MUSIC3 music disc                                                       | QUARTET NIGHT | 「マリアージュ 1コーラスver.」 「You're my life 1コーラスver.」 「Starlight Memory 1コーラスver.」 | ゲーム『うたの☆プリンスさまっ♪ MUSIC3』関連曲                              |
| 2016年1月28日  | うたの☆プリンスさまっ♪ MUSIC3 music disc                                                       | カミュ（前野智昭）、一ノ瀬トキヤ（宮野真守）、神宮寺レン（諏訪部順一）、黒崎蘭丸（鈴木達央） | 「JOKER TRAP 1コーラスver.」 | ゲーム『うたの☆プリンスさまっ♪ MUSIC3』関連曲                              |
| 2016年2月10日  | 『POSSESSION MAGENTA』キャラクターCD Vol.1 奏＆草太                                            | 音成奏（前野智昭） | 「Brand New World」 「Purely Sunshine -Kanade solo ver.-」 | ゲーム『POSSESSION MAGENTA』関連曲                                         |
| 2016年2月12日  | ツキウタ。シリーズ SixGravityベストアルバム「黒月」                                            | 弥生春（前野智昭） | 「ウグイス・コード -春告鳥の歌-」 | ゲーム『ツキウタ。』関連曲                                                 |
| 2016年2月24日  | 大正×対称アリス キャラクターソングシリーズvol.2『赤ずきん』                                    | 赤ずきん（前野智昭） | 「狼と優しい嘘」 | ゲーム『大正×対称アリス』関連曲                                            |
| 2016年2月24日  | 青春×機関銃 BD/DVD 第6巻 初回限定盤 スペシャルCD                                               | トイ☆ガンガン & ホシシロメンバー全員 | 「白黒つけてやろうじゃないか（仮）」 | テレビアニメ『青春×機関銃』関連曲                                          |
| 2016年3月2日   | 『Code:Realize 〜創世の姫君〜』Character CD Vol.1 アルセーヌ・ルパン                           | アルセーヌ・ルパン（前野智昭） | 「Shall we dance?」 | ゲーム『Code:Realize 〜創世の姫君〜』関連曲                                |
| 2016年3月9日   | ボーイフレンド（仮） キャラクターソングアルバム vol.2                                          | 芹澤悠吏（浪川大輔）、不破渓士（前野智昭）、桃越ハル（鈴村健一） | 「iiiiiLOVE YOU!!!!!」 | ゲーム『ボーイフレンド（仮）』関連曲                                       |
| 2016年3月9日   | ボーイフレンド（仮） キャラクターソングアルバム vol.2                                          | 不破渓士（前野智昭） | 「藤波恋慕」 | ゲーム『ボーイフレンド（仮）』関連曲                                       |
| 2016年3月23日  | アイ★チュウ 1stフルアルバム「soleil」                                                          | Lancelot | 「かっこつかないぜ？」 「悪くないぜ Easy days」 | ゲーム『アイ★チュウ』関連曲                                                |
| 2016年3月25日  | 胡蝶の夢                                                                                       | 葵（小野賢章）、紫（木村良平）、六条（鳥海浩輔）、月夜（鈴木達央）、夕顔（江口拓也）、頭中将（前野智昭） | 「胡蝶の夢」 | ゲーム『源氏物語〜男女逆転恋唄〜』主題歌                                   |
| 2016年3月30日  | 喧嘩番長 乙女 キャラクターソングCD Vol.5／鬼ヶ島鳳凰                                           | 鬼ヶ島鳳凰（前野智昭） | 「STRAIGHT LIFE」 | ゲーム『喧嘩番長 乙女』関連曲                                              |
| 2016年3月30日  | ヴォーカル集 金色のコルダ3 & AnotherSkyシリーズ                                                | 函館天音学園 | 「LILA LAVANDULA LILA（函館天音学園Ver.）」 | ゲーム『金色のコルダ3』関連曲                                              |
| 2016年3月30日  | ヴォーカル集 金色のコルダ3 & AnotherSkyシリーズ                                                | ソラ（KENN）、トーノ（前野智昭） | 「ホシユメメグリ 〜星夢循環〜」 | ゲーム『金色のコルダ3』関連曲                                              |
| 2016年3月30日  | ヴォーカル集 金色のコルダ プロジェクトff&More                                                  | 不動翔麻（前野智昭） | 「SESSION!」 | ゲーム『金色のコルダ』関連曲                                               |
| 2016年3月30日  | ヴォーカル集 金色のコルダ プロジェクトff&More                                                  | 不動翔麻（前野智昭）、不動葉介（保村真） | 「君色のCollage（コラージュ）」 | ゲーム『金色のコルダ』関連曲                                               |
| 2016年4月27日  | 劇場版KING OF PRISM by PrettyRhythm Song&Soundtrack                                            | 一条シン（寺島惇太） with Over The Rainbow | 「Over the Sunshine! -Shin with Over The Rainbow ver.- 」 | 劇場アニメ『KING OF PRISM by PrettyRhythm』挿入歌                          |
| 2016年6月1日   | ハピネスYOU&ME                                                                                 | 海棠4兄弟 | 「ハピネスYOU&ME（Ren&Haru&Aki&Shima Ver.）」 「ハピネスYOU&ME（Another Ver.）」 | テレビアニメ『SUPER LOVERS』オープニングテーマ                             |
| 2016年6月1日   | ハピネスYOU&ME                                                                                 | 海棠零（皆川純子）、海棠晴（前野智昭） | 「ハピネスYOU&ME（Ren&Haru Ver.）」 | テレビアニメ『SUPER LOVERS』オープニングテーマ                             |
| 2016年7月6日   | TVアニメ「少年メイド」キャラクターCD 働かざるもの食うべからず‼                                 | 篠崎桂一郎（前野智昭） | 「きっと、ずっと」 | テレビアニメ『少年メイド』関連曲                                           |
| 2016年7月27日  | スタミュ OVA 第1巻特典CD                                                                       | 空閑愁（前野智昭）、虎石和泉（KENN） | 「HEROISM++」 | OVA『スタミュ』関連曲                                                      |
| 2016年7月27日  | スタミュ OVA 第1巻特典CD                                                                       | 元・team鳳 | 「ユメ・イロ 〜team鳳Ver.〜（本編サイズ）」 | OVA『スタミュ』関連曲                                                      |
| 2016年7月27日  | SUPER LOVERS ミュージック・アルバム featuring Ren and Haru                                     | 海棠零（皆川純子）、海棠晴（前野智昭） | 「ハピネスYOU&ME (Ren&Haru Ver.）〈TVサイズ〉」 | テレビアニメ『SUPER LOVERS』関連曲                                         |
| 2016年7月27日  | SUPER LOVERS ミュージック・アルバム featuring Ren and Haru                                     | 海棠晴（前野智昭）、海棠亜樹（松岡禎丞） | 「ハピネスYOU&ME（Haru&Aki Ver.）」 | テレビアニメ『SUPER LOVERS』関連曲                                         |
| 2016年7月27日  | SUPER LOVERS ミュージック・アルバム featuring Ren and Haru                                     | 海棠晴（前野智昭） | 「ハピネスYOU&ME（Haru solo Ver.）」 「Private Sanctuary」 | テレビアニメ『SUPER LOVERS』関連曲                                         |
| 2016年7月27日  | SUPER LOVERS ミュージック・アルバム featuring Aki and Shima                                    | 海棠4兄弟 | 「ハピネスYOU&ME (Ren&Haru&Aki&Shima Ver.）〈TVサイズ〉」 | テレビアニメ『SUPER LOVERS』関連曲                                         |
| 2016年7月27日  | SUPER LOVERS ミュージック・アルバム featuring Aki and Shima                                    | 海棠晴（前野智昭）、海棠蒔麻（寺島拓篤） | 「ハピネスYOU&ME（Haru&Shima Ver.）」 | テレビアニメ『SUPER LOVERS』関連曲                                         |
| 2016年8月17日  | うたの☆プリンスさまっ♪ Shining Dream CD                                                        | NIGHT DREAM | 「NIGHT DREAM」 | ゲーム『うたの☆プリンスさまっ♪』関連曲                                     |
| 2016年8月17日  | 扉の向こう                                                                                     | 芦屋花繪（梶裕貴)、安倍晴齋（前野智昭） | 「扉の向こう」 | テレビアニメ『不機嫌なモノノケ庵』エンディングテーマ                       |
| 2016年8月17日  | 扉の向こう                                                                                     | 安倍晴齋（前野智昭） | 「伝えるために」 | テレビアニメ『不機嫌なモノノケ庵』関連曲                                   |
| 2016年8月26日  | ツキウタ。THE ANIMATION 主題歌                                                                 | Six Gravity | 「GRANITIC-LOVE」 | テレビアニメ『ツキウタ。 THE ANIMATION』オープニングテーマ                 |
| 2016年9月21日  | スタミュ OVA 第2巻特典CD                                                                       | team鳳 | 「C☆ngratulations!〜team鳳Ver.〜（本編サイズ）」 「☆☆永遠★STAGE☆☆（本編サイズ）」 | OVA『スタミュ』関連曲                                                      |
| 2016年9月21日  | アイ★チュウ creation 06.Lancelot                                                               | Lancelot | 「We are I★CHU!」 「ギリギリの衝動」 | ゲーム『アイ★チュウ』関連曲                                                |
| 2016年11月23日 | Vitamin BEST XZR                                                                               | 天（KENN）と千（前野智昭） | 「ENDLESS SKY」 「絶頂HEAVEN」 「BRAND NEW DAY」 「本能ハリケーン」 「Made in Love 」 「解禁（ROMANCING）DESTINY」 「Sweet Home」 「愛＝革命（アイハデッドオアラブ）」                                           | ゲーム『VitaminZ』関連曲                                                   |
| 2016年11月23日 | Vitamin BEST XZR                                                                               | 不破千聖（前野智昭） | 「千の誓い」 | ゲーム『VitaminZ』関連曲                                                   |
| 2016年11月23日 | Vitamin BEST XZR                                                                               | 成宮天十郎（KENN）、不破千聖（前野智昭）、多智花八雲（代永翼）、嶺アラタ（森久保祥太郎）、方丈慧（入野自由）、方丈那智（野島健児） | 「愛してるZ!!!!!!」 | ゲーム『VitaminZ』関連曲                                                   |
| 2016年12月21日 | God's S.T.A.R                                                                                  | QUARTET NIGHT | 「God’s S.T.A.R.」 「KIZUNA」 | テレビアニメ『うたの☆プリンスさまっ♪ マジLOVEレジェンドスター』挿入歌      |
| 2017年1月11日  | うたの☆プリンスさまっ♪マジLOVE レジェンドスター1 特典CD                                        | ST☆RISH、QUARTET NIGHT、HE★VENS | 「夢を歌へと…！」 | テレビアニメ『うたの☆プリンスさまっ♪ マジLOVEレジェンドスター』関連曲      |
| 2017年1月25日  | アイ★チュウ 〜I★Chu Award 2016ソロシングル〜                                                   | 轟一誠（前野智昭） | 「アウトサイダー」 | ゲーム『アイ★チュウ』関連曲                                                |
| 2017年1月27日  | ツキウタ。 THE ANIMATION 第5巻 特典エンディング曲CD                                            | 弥生春（前野智昭） | 「ver 〜歌詠鳥の声〜」 | テレビアニメ『ツキウタ。 THE ANIMATION』エンディングテーマ                 |
| 2017年2月8日   | ギュンとラブソング                                                                             | 海棠4兄弟 | 「ギュンとラブソング」 「ギュンとラブソング（Another Version）」 | テレビアニメ『SUPER LOVERS 2』エンディングテーマ                           |
| 2017年2月8日   | ギュンとラブソング                                                                             | 海棠零（皆川純子）、海棠晴（前野智昭） | 「ギュンとラブソング」 | テレビアニメ『SUPER LOVERS 2』エンディングテーマ                           |
| 2017年2月15日  | DIABOLIK LOVERS LOST EDEN「常夜KNOW UNDER SKIN」                                               | キノ（前野智昭） | 「I.M.I.T.A.T.I.O.N. G.A.M.E」 | 『DIABOLIK LOVERS LOST EDEN』関連曲                                        |
| 2017年2月22日  | 金色のコルダ プロジェクトff -紅のヴィルトゥオーソ-                                             | 不動翔麻（前野智昭） | 「KNOCK」 | ゲーム『金色のコルダ』関連曲                                               |
| 2017年3月22日  | glace                                                                                          | Lancelot | 「サディスティック ロマンティック」 「100万ドルのスリル」 | ゲーム『アイ★チュウ』関連曲                                                |
| 2017年3月22日  | glace 初回限定盤                                                                               | F∞F、POP'N STAR、ArS、RE:BERSERK、Twinkle Bell、Lancelot、I♥B、天上天下 | 「We are I★CHU! -Special Version-〈フルキャストMIX〉」 | ゲーム『アイ★チュウ』関連曲                                                |
| 2017年3月24日  | ツキウタ。 THE ANIMATION 第7巻特典エンディング曲CD                                             | Six Gravity & Procellarum | 「ツキノウタ。」 | テレビアニメ『ツキウタ。 THE ANIMATION』エンディングテーマ                 |
| 2017年4月26日  | 剣が君 ベストソング                                                                            | 黒羽実彰（前野智昭）、縁（置鮎龍太郎） | 「夢の橋」 | ゲーム『剣が君』関連曲                                                     |
| 2017年4月26日  | 剣が君 ベストソング                                                                            | 黒羽実彰（前野智昭） | 「恵傅（えでん）」 | ゲーム『剣が君』関連曲                                                     |
| 2017年4月26日  | 劇場版KING OF PRISM -PRIDE the HERO- ユニットプロジェクト ヒロ&ユウ                            | 速水ヒロ（前野智昭）、涼野ユウ（内田雄馬） | 「サマースカイ・モノローグ」 | 劇場アニメ『KING OF PRISM -PRIDE the HERO-』関連曲                         |
| 2017年4月26日  | クラシカロイド MUSIK Collection Vol.3                                                          | シューベルト（前野智昭） | 「シューベルトの魔王道」 | テレビアニメ『クラシカロイド』関連曲                                       |
| 2017年4月26日  | ☆2nd SHOW TIME 4☆星谷×那雪×天花寺×空閑×卯川×虎石&虎石×北原                                     | 星谷悠太（花江夏樹）、那雪透（小野賢章）、天花寺翔（細谷佳正）、空閑愁（前野智昭）、卯川晶（松岡禎丞）、虎石和泉（KENN） | 「花道 ∞ Go All Out!!」 | テレビアニメ『スタミュ 第2期』関連曲                                       |
| 2017年5月17日  | うたの☆プリンスさまっ♪ アイドルソング 嶺二＆カミュ                                             | 寿嶺二（森久保祥太郎）、カミュ（前野智昭） | 「KILLER KISS」 | ゲーム『うたの☆プリンスさまっ♪』関連曲                                     |
| 2017年5月17日  | うたの☆プリンスさまっ♪ アイドルソング 嶺二＆カミュ                                             | カミュ（前野智昭） | 「Melting of snow」 | ゲーム『うたの☆プリンスさまっ♪』関連曲                                     |
| 2017年5月17日  | ☆2nd SHOW TIME 7☆ 空閑×虎石×北原&北原×南條                                                     | 空閑愁（前野智昭）、虎石和泉（KENN）、北原廉（梅原裕一郎） | 「FACE-OFF」 | テレビアニメ『スタミュ 第2期』関連曲                                       |
| 2017年6月14日  | TVアニメ「Room Mate」エンディング主題歌                                                        | 葦原巧（前野智昭）、仁科葵（花江夏樹）、宮坂真也（鳥海浩輔） | 「君色スマイル」 | テレビアニメ『Room Mate』エンディングテーマ                                |
| 2017年6月14日  | ☆2nd SHOW TIME 11☆ team鳳&team柊                                                               | team鳳 | 「Growin' Up」 | テレビアニメ『スタミュ 第2期』関連曲                                       |
| 2017年6月21日  | 喧嘩番長 乙女 -Girl Beats Boys- ミニアルバム「眼光シグナル」                                   | 鬼ヶ島鳳凰（前野智昭） | 「眼光シグナル」 | ゲーム『喧嘩番長 乙女』関連曲                                              |
| 2017年6月21日  | TVアニメ「SUPER LOVERS 2」キャラクターソングアルバム My Precious                               | 海棠晴（前野智昭） | 「絆の名前」 「ギュンとラブソング（海棠晴version）」 | テレビアニメ『SUPER LOVERS 2』関連曲                                       |
| 2017年6月21日  | TVアニメ「SUPER LOVERS 2」キャラクターソングアルバム My Precious                               | 海棠4兄弟 | 「ギュンとラブソング（TVサイズ）」 | テレビアニメ『SUPER LOVERS 2』関連曲                                       |
| 2017年6月21日  | ☆2nd SHOW TIME 12☆ team鳳&team柊&揚羽×蜂矢×北原×南條&オールキャスト                            | team鳳 | 「Gift 〜team鳳Ver.〜」 | テレビアニメ『スタミュ』第2期関連曲                                        |
| 2017年6月21日  | ☆2nd SHOW TIME 12☆ team鳳&team柊&揚羽×蜂矢×北原×南條&オールキャスト                            | オールキャスト | 「Gift 〜カーテンコール〜」 | テレビアニメ『スタミュ』第2期関連曲                                        |
| 2017年6月21日  | アイ★チュウ 〜シャッフルユニットミニアルバム〜                                                 | Warlock | 「Victim Collection 〜極上の生贄たちへ〜」 | ゲーム『アイ★チュウ』関連曲                                                |
| 2017年6月30日  | DAME×PRINCE キャラクターCDシリーズ テオ編                                                      | テオ（前野智昭） | 「変わらない宝物」 | ゲーム『DAME×PRINCE』関連曲                                                |
| 2017年8月23日  | TVアニメ「ひとりじめマイヒーロー」エンディングテーマ                                           | 大柴康介（前野智昭）、勢多川正広（増田俊樹）、支倉麻也（立花慎之介）、大柴健介（松岡禎丞） | 「TRUE LOVE」 | テレビアニメ『ひとりじめマイヒーロー』エンディングテーマ                   |
| 2017年8月23日  | TVアニメ「ひとりじめマイヒーロー」キャラクターソング01「ONLY MY HERO, ONLY YOUR PLACE」        | 大柴康介（前野智昭）、勢多川正広（増田俊樹） | 「ONLY MY HERO, ONLY YOUR PLACE」 「TRUE LOVE 大柴康介＆勢多川正広ver.」 | テレビアニメ『ひとりじめマイヒーロー』関連曲                               |
| 2017年9月27日  | 劇場版KING OF PRISM -PRIDE the HERO- Song&Soundtrack                                           | 速水ヒロ（前野智昭） | 「Reboot -Hiro ver.-」 「pride -KING OF PRISM ver.-」 | 劇場アニメ『KING OF PRISM -PRIDE the HERO-』挿入歌                         |
| 2017年9月27日  | 劇場版KING OF PRISM -PRIDE the HERO- Song&Soundtrack                                           | Over The Rainbow | 「虹色CROWN」 | 劇場アニメ『KING OF PRISM -PRIDE the HERO-』挿入歌                         |
| 2017年10月25日 | 刀剣乱舞-花丸- 活撃特典音楽集 肆                                                               | 三日月宗近（鳥海浩輔）、山姥切国広（前野智昭） | 「現」 | テレビアニメ『刀剣乱舞-花丸-』エンディングテーマ                           |
| 2017年11月15日 | うたの☆プリンスさまっ♪ Shining Live テーマソングCD                                             | 寿嶺二（森久保祥太郎）、黒崎蘭丸（鈴木達央）、美風藍（蒼井翔太）、カミュ（前野智昭） | 「FORCE LIVE」 | ゲーム『うたの☆プリンスさまっ♪ Shining Live』テーマソング                  |
| 2017年12月6日  | あんさんぶるスターズ！ ユニットソングCD 3rd Vol.10 Trickstar                                   | Trickstar | 「BREAKTHROUGH!」 「DIAMOND SUMMER」 | ゲーム『あんさんぶるスターズ！』関連曲                                     |
| 2017年12月6日  | 『刀剣乱舞-花丸-』歌詠全集                                                                     | 花丸刀剣男士一同 | 「花丸◎日和！47振りver.」 | 劇場アニメ『刀剣乱舞-花丸- 〜幕間回想録〜』主題歌                          |
| 2017年12月13日 | クラシカロイド MUSIK Collection Vol.4                                                          | シューベルト（前野智昭） | 「Life is beautiful 〜ザ・グレートより〜」 | テレビアニメ『クラシカロイド』関連曲                                       |
| 2018年         | 陰陽師 キャラクターソング                                                                      | 大天狗（前野智昭） | 「黒風凱歌」 | ゲーム『陰陽師』関連曲                                                     |
| 2018年1月24日  | ボーイフレンド（仮）プロジェクト ミュージックアルバム 藤城学園 #02                             | 不屈の武士道組 | 「極！武士の道も一歩から」 | ゲーム『ボーイフレンド（仮）きらめき☆ノート』関連曲                        |
| 2018年1月31日  | 続『刀剣乱舞-花丸-』歌詠集 其の四                                                              | 山姥切国広（前野智昭）、獅子王（逢坂良太）、小烏丸（保志総一朗） | 「めでたしつくりごと」 | テレビアニメ『続 刀剣乱舞-花丸-』エンディングテーマ                        |
| 2018年1月31日  | 続『刀剣乱舞-花丸-』歌詠集 其の四                                                              | 大和守安定（市来光弘）、加州清光（増田俊樹）、山姥切国広（前野智昭）、獅子王（逢坂良太）、石切丸（高橋英則）、秋田藤四郎（山谷祥生）、乱藤四郎（山本和臣）、鳴狐（浅沼晋太郎） | 「花丸印の日のもとで ver.4」 | テレビアニメ『続 刀剣乱舞-花丸-』オープニングテーマ                        |
| 2018年2月7日   | うたの☆プリンスさまっ♪ Shining Masterpiece Show「トロワ－剣と絆の物語－」                      | カミュ（前野智昭）、来栖翔（下野紘）、美風藍（蒼井翔太） | 「テーマソング「トロワ」」 | ゲーム『うたの☆プリンスさまっ♪』関連曲                                     |
| 2018年2月21日  | 剣が君 百夜綴り キャラクターソング 空蝉の章「黒羽実彰・鷺原左京」                              | 黒羽実彰（前野智昭） | 「白のクルス」 | ゲーム『剣が君 百夜綴り』関連曲                                            |
| 2018年2月23日  | TVアニメ「ひとりじめマイヒーロー」ひとりじめソングコレクション                                 | 大柴康介（前野智昭）、勢多川正広（増田俊樹） | 「ONLY MY HERO, ONLY YOUR PLACE」 「TRUE LOVE 大柴康介＆勢多川正広ver.」 「ハートシグナル 大柴康介＆勢多川正広ver.」                                                                                             | テレビアニメ『ひとりじめマイヒーロー』関連曲                               |
| 2018年2月23日  | TVアニメ「ひとりじめマイヒーロー」ひとりじめソングコレクション                                 | 大柴康介（前野智昭）、勢多川正広（増田俊樹）、支倉麻也（立花慎之介）、大柴健介（松岡禎丞） | 「TRUE LOVE」 | テレビアニメ『ひとりじめマイヒーロー』関連曲                               |
| 2018年3月30日  | Promise                                                                                        | テオ（前野智昭）、リオット（武内駿輔）、クロム（竹本英史） | 「Promise」 | テレビアニメ『ダメプリ ANIME CARAVAN』エンディングテーマ                   |
| 2018年4月25日  | オリジナルキャラクターソング＆シチュエーションＣＤ「恋歌ロイド」Type7. 連-レン-                | 連（前野智昭） | 「Song of Oath（digital ver.）」 | 『恋歌ロイド』関連曲                                                       |
| 2018年5月30日  | ブレンド・S BD・DVD 第6巻特典CD                                                                | ディーノ（前野智昭）、秋月紅葉（鈴木達央） | 「貴女にDolce」 | テレビアニメ『ブレンド・S』関連曲                                          |
| 2018年5月30日  | ブレンド・S BD・DVD 第6巻特典CD                                                                | 桜ノ宮苺香（和氣あず未）、日向夏帆（鬼頭明里）、星川麻冬（春野杏）、天野美雨（種﨑敦美）、神埼ひでり（徳井青空）、ディーノ（前野智昭）、秋月紅葉（鈴木達央）、オーナー（鈴木達央） | 「ぼなぺてぃーと♡S -All staff ver.-」 | テレビアニメ『ブレンド・S』関連曲                                          |
| 2018年6月6日   | KING OF PRISM RUSH SONG COLLECTION -RED NIGHT VAMPIRE-                                         | 速水ヒロ（前野智昭） | 「pride-仮面舞踏会ver.-」 | ゲーム『KING OF PRISM プリズムラッシュ！LIVE』関連曲                       |
| 2018年6月27日  | Code:Realize 〜創世の姫君〜 キャラクターソングミニアルバム                                     | アルセーヌ・ルパン（前野智昭） | 「お望み通りに」 | テレビアニメ『Code:Realize 〜創世の姫君〜』関連曲                          |
| 2018年8月1日   | FLY TO THE FUTURE                                                                              | QUARTET NIGHT | 「FLY TO THE FUTURE」 「THE WORLD IS MINE」 | 劇場アニメ『劇場版 うたの☆プリンスさまっ♪ マジLOVEキングダム』挿入歌       |
| 2018年8月22日  | ミッション！健・康・第・イチ                                                                   | 赤血球（花澤香菜）、白血球（前野智昭）、キラーT細胞（小野大輔）、マクロファージ（井上喜久子） | 「ミッション！健・康・第・イチ」 | テレビアニメ『はたらく細胞』オープニングテーマ                             |
| 2018年9月28日  | 覇穹 封神演義 BD・DVD第7巻特典CD                                                               | 聞仲（前野智昭） | 「FAITH」 | テレビアニメ『覇穹 封神演義』関連曲                                        |
| 2018年10月17日 | うたの☆プリンスさまっ♪デュエットドラマCD「Non-Fiction」 蘭丸&カミュ                            | 黒崎蘭丸（鈴木達央）、カミュ（前野智昭） | 「Non-Fiction」 | ゲーム『うたの☆プリンスさまっ♪』関連曲                                     |
| 2018年10月24日 | スタミュ in ハロウィン BD・DVD特典CD                                                           | 星谷悠太（花江夏樹）、天花寺翔（細谷佳正）、空閑愁（前野智昭） | 「DEAR DREAM!」 | OVA『スタミュ in ハロウィン』エンディングテーマ                            |
| 2018年11月9日  | 熱情プライオリティ                                                                             | Alsh-tajE | 「熱情プライオリティ」 「レゾナンス」 | 『キラボシチューン』関連曲                                                 |
| 2018年11月21日 | うたの☆プリンスさまっ♪Eternal Song CD「雪月花」                                                | 一十木音也（寺島拓篤）、聖川真斗（鈴村健一）、四ノ宮那月（谷山紀章）、一ノ瀬トキヤ（宮野真守）、神宮寺レン（諏訪部順一）、来栖翔（下野紘）、愛島セシル（鳥海浩輔）、寿嶺二（森久保祥太郎）、黒崎蘭丸（鈴木達央）、美風藍（蒼井翔太）、カミュ（前野智昭）                                                           | 「雪月花」 | ゲーム『うたの☆プリンスさまっ♪』関連曲                                     |
| 2019年1月16日  | 剣が君 百夜綴り 二重唱 霧氷の章「黒羽実彰・鷺原左京」                                          | 黒羽実彰（前野智昭）、鷺原左京（保志総一朗） | 「月映」 「月映〜黒羽実彰〜」 | ゲーム『剣が君 百夜綴り』関連曲                                            |
| 2019年1月16日  | 劇場版 うたの☆プリンスさまっ♪ マジLOVEキングダム スペシャルユニットドラマCD 真斗・カミュ・瑛二 | 聖川真斗（鈴村健一）、カミュ（前野智昭）、鳳瑛二（内田雄馬） | 「Feather inthe hand」 | 劇場アニメ『劇場版 うたの☆プリンスさまっ♪ マジLOVEキングダム』挿入歌       |
| 2019年3月13日  | KING OF PRISM RUSH SONG COLLECTION -STAR MASQUERADE-                                           | 速水ヒロ（前野智昭）、大和アレクサンダー（武内駿輔） | 「masquerade -STAR MASQUERADEver.-」 | ゲーム『KING OF PRISM プリズムラッシュ！LIVE』関連曲                       |
| 2019年3月13日  | KING OF PRISM RUSH SONG COLLECTION -STAR MASQUERADE-                                           | 速水ヒロ（前野智昭） | 「masquerade」 | ゲーム『KING OF PRISM プリズムラッシュ！LIVE』関連曲                       |
| 2019年3月20日  | アイ★チュウ BEST ALBUM アイ盤                                                                  | Lancelot | 「Oh Please! 〜Sand Venus〜」 | ゲーム『アイ★チュウ』関連曲                                                |
| 2019年3月27日  | DIABOLIK LOVERS CHAOS LINEGE「BAD HOWLING-惡意共鳴-」                                          | キノ（前野智昭） | 「Dystopia」 | 『DIABOLIK LOVERS CHAOS LINEGE』関連曲                                     |
| 2019年3月29日  | 「ツキウタ。」キャラクターCD・4thシーズン3 弥生春「Gift」                                      | 弥生春（前野智昭） | 「Gift」 | 『ツキウタ。』関連曲                                                       |
| 2019年4月24日  | あんさんぶるスターズ！アルバムシリーズ Trickstar                                               | Trickstar | 「Rebellion Star（ALBUM Mix）」 「HEART→BEATER!!!!（ALBUM Mix）」 「虹色のSeasons（ALBUM Mix）」 「Welcome to the Trickstar Night☆」 「CHERRY HAPPY STREAM（ALBUM Mix）」 「Infinite Star」 「ONLY YOUR STARS!」 | ゲーム『あんさんぶるスターズ！』関連曲                                     |
| 2019年4月24日  | あんさんぶるスターズ！アルバムシリーズ Trickstar                                               | 氷鷹北斗（前野智昭） | 「STARSEEK WAYFARER」 | ゲーム『あんさんぶるスターズ！』関連曲                                     |
| 2019年5月22日  | 真夜中のオカルト公務員 キャラクターソング                                                      | 宮古新（福山潤）、姫塚セオ（入野自由）、榊京一（前野智昭） | 「シゴトオワリ。」 | テレビアニメ『真夜中のオカルト公務員』関連曲                               |
| 2019年5月31日  | IN-VOLG VS Alsh-tajE                                                                           | Alsh-tajE | 「Judgement」 | 『キラボシチューン』関連曲                                                 |
| 2019年6月5日   | BFF 〜Best Friends Forever                                                                     | オオアライトライ | 「BFF 〜Best Friends Forever」 「はじまりの歌」 「Ride the WAVE!!」 | 『WAVE!!』関連曲                                                           |
| 2019年6月21日  | Ride the WAVE!!                                                                                | 波乗りボーイズ | 「Ride the WAVE!!」 | 『WAVE!!』関連曲                                                           |
| 2019年6月26日  | ハヰカラレコォド〜新好男子歌曲〜                                                               | 横山大観（前野智昭） | 「この彗星の煌めきを」 | ゲーム『明治東亰恋伽 〜ハヰカラデヱト〜』関連曲                            |
| 2019年6月26日  | 大正×対称アリス デュエットソングシリーズ vol.1 オオカミ&赤ずきん                               | オオカミ（花江夏樹）、赤ずきん（前野智昭） | 「ゆうきの一歩」 | ゲーム『大正×対称アリス』関連曲                                            |
| 2019年7月10日  | ☆3rd SHOW TIME 2☆鳳×揚羽×北原&揚羽×蜂矢×北原×南條                                              | 星谷悠太（花江夏樹）、那雪透（小野賢章）、月皇海斗（ランズベリー・アーサー）、天花寺翔（細谷佳正）、空閑愁（前野智昭）、揚羽陸（島﨑信長）、北原廉（梅原裕一郎） | 「NEW NOW!」 | テレビアニメ『スタミュ 第3期』挿入歌                                       |
| 2019年6月28日  | CRAZY×ALIVE!!                                                                                  | 西園寺藤（武内駿輔）、西園寺藍（八代拓）、西園寺玄（斉藤壮馬）、有栖川一悦（木村良平）、有栖川二巴（前野智昭）、有栖川三織（石川界人） | 「CRAZY×ALIVE!!」 | ドラマCD『俺様レジデンス CRAZY×ALIVE!!』主題歌                             |
| 2019年6月28日  | CRAZY×ALIVE!!                                                                                  | 有栖川二巴（前野智昭） | 「CRAZY×ALIVE!!」 | ドラマCD『俺様レジデンス CRAZY×ALIVE!!』関連曲                             |
| 2019年7月31日  | ☆3rd SHOW TIME 5☆ 北原×南條&月皇×空閑                                                          | 月皇海斗（ランズベリー・アーサー）、空閑愁（前野智昭） | 「By Your Side」 | テレビアニメ『スタミュ』第3期関連曲                                        |
| 2019年8月7日   | ☆3rd SHOW TIME 6☆ team鳳×team柊×team楪×team漣&那雪シスターズ                                   | team鳳、team柊、team楪、team漣 | 「Magic Time Maker」 | テレビアニメ『スタミュ』第3期挿入歌                                        |
| 2019年8月14日  | Stars' Ensemble!                                                                               | 夢ノ咲ドリームスターズ | 「Stars' Ensemble!」 | テレビアニメ『あんさんぶるスターズ！』オープニングテーマ                   |
| 2019年8月28日  | うたの☆プリンスさまっ♪ Shining Live テーマソングCD2                                            | 寿嶺二（森久保祥太郎）、黒崎蘭丸（鈴木達央）、美風藍（蒼井翔太）、カミュ（前野智昭） | 「DANCING OVER NIGHT」 | ゲーム『うたの☆プリンスさまっ♪ Shining Live』テーマソング                  |
| 2019年8月28日  | あんさんぶるスターズ！ EDテーマ集 vol.1                                                        | Trickstar | 「1st SING-ALONG☆」 | テレビアニメ『あんさんぶるスターズ！』エンディングテーマ                   |
| 2019年9月4日   | ☆3rd SHOW TIME 10☆ team鳳&華桜会                                                               | team鳳 | 「COME ON LET'S GO!」 | テレビアニメ『スタミュ 第3期』挿入歌                                       |
| 2019年9月11日  | ☆3rd SHOW TIME 11☆星谷×辰己×四季×冬沢&team鳳                                                   | team鳳 | 「オンステージ」 | テレビアニメ『スタミュ 第3期』エンディングテーマ                           |
| 2019年9月18日  | ☆3rd SHOW TIME 12☆ team辰己&team星谷&team2年生                                                 | team星谷 | 「高校星歌劇-オンステージ-」 | テレビアニメ『スタミュ 第3期』挿入歌                                       |
| 2019年9月18日  | ☆3rd SHOW TIME 12☆ team辰己&team星谷&team2年生                                                 | 星谷悠太（花江夏樹）、那雪透（小野賢章）、月皇海斗（ランズベリー・アーサー）、天花寺翔（細谷佳正）、空閑愁（前野智昭）、辰己琉唯（岡本信彦）、申渡栄吾（内田雄馬）、戌峰誠士郎（興津和幸）、虎石和泉（KENN）、卯川晶（松岡禎丞）、揚羽陸（島﨑信長）、蜂矢聡（高梨謙吾）、北原廉（梅原裕一郎）、南條聖（武内駿輔） | 「我ら、綾薙学園華桜会〜NEXT STAGE〜」 | テレビアニメ『スタミュ 第3期』エンディングテーマ                           |
| 2019年11月20日 | KING OF FIRE                                                                                   | 草薙京（前野智昭）、八神庵（星野貴紀） | 「KING OF FIRE」 | ゲーム『THE KING OF FIGHTERS for GIRLS』テーマソング                       |
| 2019年11月20日 | KING OF FIRE                                                                                   | 草薙京（前野智昭）、二階堂紅丸（大河元気） | 「Let's Fight」 | ゲーム『THE KING OF FIGHTERS for GIRLS』関連曲                             |
| 2019年12月11日 | キセキ                                                                                         | Trickstar | 「キセキ」 | テレビアニメ『あんさんぶるスターズ！』オープニングテーマ                   |
| 2019年12月20日 | CharadeManiacs キャラクターソング&ドラマ Vol.2                                                 | 獲端ケイト（前野智昭） | 「Always You」 | ゲーム『CharadeManiacs』関連曲                                             |
| 2019年12月25日 | 劇場版 うたの☆プリンスさまっ♪ マジLOVEキングダム BD・DVD特典CD                                 | ST☆RISH、QUARTET NIGHT、HE★VENS | 「マジLOVEキングダム」 「Welocme to UTA☆PRI KINGDOM!!」 | 劇場アニメ『劇場版 うたの☆プリンスさまっ♪ マジLOVEキングダム』挿入歌       |
| 2020年2月26日  | あんさんぶるスターズ！ オリジナルサウンドトラック                                              | Trickstar、Eden | 「キセキ」 | テレビアニメ『あんさんぶるスターズ！』オープニングテーマ                   |
| 2020年3月18日  | マジカル LOVE ポーション！                                                                     | アイチュウリーダーズ | 「マジカル LOVE ポーション！」 | ゲーム『アイ★チュウ Étoile Stage』主題歌                                   |
| 2020年3月25日  | LOVEグラフィティ                                                                               | KING OF PRISM ALL STARS | 「ドラマチックLOVE -ALLSTARS THANKS ver.-」 | 劇場アニメ『KING OF PRISM ALL STARS -プリズムショー☆ベストテン-』関連曲    |
| 2020年3月25日  | うちタマ?! 〜うちのタマ知りませんか？〜 ボーカルコレクション                                   | 倉持ブル（前野智昭） | 「Rainy Bull」 | テレビアニメ『うちタマ?! 〜うちのタマ知りませんか？〜』エンディングテーマ  |
| 2020年3月25日  | うちタマ?! 〜うちのタマ知りませんか？〜 オリジナルサウンドトラック                             | 3丁目オールスターズ | 「3丁目のテーマ」 | テレビアニメ『うちタマ?! 〜うちのタマ知りませんか？〜』エンディングテーマ  |
| 2020年4月15日  | うたの☆プリンスさまっ♪Another World〜WHITE&BLACK〜 テーマソングCD                              | WHITE GRAVITY | 「WHITE GRAVITY」 | イベント『うたの☆プリンスさまっ♪Another World〜WHITE&BLACK〜』テーマソング |
| 2020年5月27日  | あんさんぶるスターズ!! ESアイドルソング season1 Trickstar                                      | Trickstar | 「BIGBANG REFLECTION!!」 「BRAND NEW STARS!!」 | ゲーム『あんさんぶるスターズ!!』関連曲                                     |
| 2020年6月26日  | Paint It Black                                                                                 | Six Gravity | 「Paint It Black」 | テレビアニメ『ツキウタ。 THE ANIMATION2』オープニングテーマ                |
| 2020年8月26日  | BRAND NEW STARS!!                                                                              | ESオールスターズ | 「BRAND NEW STARS!!」 | ゲーム『あんさんぶるスターズ!!』主題歌                                     |
| 2020年8月26日  | BRAND NEW STARS!!                                                                              | ESオールスターズ | 「Walk with your smile」 | ゲーム『あんさんぶるスターズ!!』関連曲                                     |
| 2020年9月16日  | SUPER STAR/THIS IS...!/Genesis HE★VENS                                                         | 寿嶺二（森久保祥太郎）、黒崎蘭丸（鈴木達央）、美風藍（蒼井翔太）、カミュ（前野智昭） | 「THIS IS...!」 | 『うたの☆プリンスさまっ♪』関連曲                                           |
| 2020年10月7日  | 刀剣乱舞-ONLINE- 歌曲集と物語 あなたと 私と                                                    | 山姥切国広（前野智昭） | 「あなたと 私と」 | ゲーム『刀剣乱舞-ONLINE-』関連曲                                           |
| 2020年10月7日  | 刀剣乱舞-ONLINE- 歌曲集と物語 あなたと 私と                                                    | 加州清光（増田俊樹）、歌仙兼定（石川界人）、陸奥守吉行（濱健人）、山姥切国広（前野智昭）、蜂須賀虎徹（興津和幸） | 「あなたと 私と」 | ゲーム『刀剣乱舞-ONLINE-』関連曲                                           |
| 2020年10月14日 | 伝説のサーフプリンス                                                                           | 波乗りボーイズ | 「伝説のサーフプリンス」 | 劇場アニメ『WAVE!!〜サーフィンやっぺ!!〜』オープニングテーマ               |
| 2020年10月14日 | 伝説のサーフプリンス                                                                           | 波乗りボーイズ | 「SURFDAYS」 | NSA公認サーフィン応援ソング                                                |
| 2020年12月23日 | OUVERTURE                                                                                      | Lancelot | 「Flower of life」 | ゲーム『アイ★チュウ Étoile Stage』関連曲                                   |
| 2020年12月23日 | OUVERTURE 初回限定盤                                                                           | アイチュウリーダーズ | 「マジカル LOVE ポーション！」 | ゲーム『アイ★チュウ Étoile Stage』関連曲                                   |
| 2021年1月8日   | KING OF PRISM BEST ALBUM "Music Goes On!"                                                      | Over The Rainbow | 「虹色CROWN -Acoustic ver.-」 「athletic core -合体ロボ発進！ver.-」 | ゲーム『KING OF PRISM プリズムラッシュ！LIVE』関連曲                       |
| 2021年1月8日   | KING OF PRISM BEST ALBUM "Music Goes On!"                                                      | 速水ヒロ（前野智昭）、仁科カヅキ（増田俊樹） | 「"H"EART of "K"ING!!」 | ゲーム『KING OF PRISM プリズムラッシュ！LIVE』関連曲                       |
| 2021年1月8日   | KING OF PRISM BEST ALBUM "Music Goes On!"                                                      | Edel Rose Stars | 「BOY MEETS GIRL」 | 『KING OF PRISM』シリーズ関連曲                                            |
| 2021年1月13日  | GO!GO!細胞フェスタ                                                                             | 赤血球（花澤香菜）、白血球（前野智昭）、キラーT細胞/メモリーT細胞（小野大輔）、マクロファージ（井上喜久子）、一般細胞（小林裕介）、乳酸菌（吉田有里） | 「GO!GO!細胞フェスタ」 | テレビアニメ『はたらく細胞!!』オープニングテーマ                           |
| 2021年1月20日  | 刺激サーファーボーイ！/One more chance, One Ocean                                              | 波乗りボーイズ | 「刺激サーファーボーイ！」 | テレビアニメ『WAVE!!〜サーフィンやっぺ!!〜』オープニングテーマ             |
| 2021年1月20日  | 刺激サーファーボーイ！/One more chance, One Ocean                                              | 波乗りボーイズ | 「One more chance, One Ocean」 | テレビアニメ『WAVE!!〜サーフィンやっぺ!!〜』エンディングテーマ             |
| 2021年2月24日  | BEAT BLUE BEAT                                                                                 | オオアライトライ | 「One more chance, One Ocean」 | テレビアニメ『WAVE!!〜サーフィンやっぺ!!〜』エンディングテーマ             |
| 2021年2月24日  | BEAT BLUE BEAT                                                                                 | オオアライトライ | 「BEAT BLUE BEAT」 | 劇場アニメ『WAVE!!〜サーフィンやっぺ!!〜』エンディングテーマ               |
| 2021年2月24日  | BEAT BLUE BEAT                                                                                 | オオアライトライ | 「SURFDAYS」 | 劇場アニメ『WAVE!!〜サーフィンやっぺ!!〜』関連曲                           |
| 2021年2月24日  | 一番星                                                                                         | アイチュウ | 「一番星の歌〜未来のレジェンド伝説〜」 | テレビアニメ『アイ★チュウ』オープニングテーマ                              |
| 2021年2月24日  | 一番星                                                                                         | アイチュウリーダーズ | 「Rainbow☆Harmony」 | テレビアニメ『アイ★チュウ』オープニングテーマ                              |
| 2021年2月24日  | 一番星                                                                                         | アイチュウリーダーズ | 「Singing! Swinging!」 | テレビアニメ『アイ★チュウ』エンディングテーマ                              |
| 2021年3月24日  | うたの☆プリンスさまっ♪ アイドルソングカミュ                                                    | カミュ（前野智昭） | 「Steward Dance」 「ALL MY MISSION」 | 『うたの☆プリンスさまっ♪』関連曲                                           |
| 2021年3月26日  | ツキウタ。 THE ANIMATION2 BD・DVD第3巻特典CD                                                   | 弥生春（前野智昭） | 「名前の無い物語」 | テレビアニメ『ツキウタ。 THE ANIMATION2』エンディングテーマ                |
| 2021年5月21日  | アオペラ -aoppella!?-                                                                          | リルハピ | 「Playlist」 | 『アオペラ -aoppella!?-』関連曲                                            |
| 2021年5月26日  | カモナ・テンペスト！/おやすみオレンジ                                                          | リムル（岡咲美保）、大賢者（豊口めぐみ）、 ヴェルドラ（前野智昭）、シュナ（千本木彩花）、シオン（M・A・O）、 ランガ（小林親弘）、ゴブタ（泊明日菜） | 「カモナ・テンペスト！」 | テレビアニメ『転生したらスライムだった件 転スラ日記』エンディングテーマ    |
| 2021年6月2日   | うたの☆プリンスさまっ♪10th Anniversary CD                                                      | 寿嶺二（森久保祥太郎）、黒崎蘭丸（鈴木達央）、美風藍（蒼井翔太）、カミュ（前野智昭） | 「QUARTET CROWN」 | 『うたの☆プリンスさまっ♪』関連曲                                           |
| 2021年6月23日  | FUSIONIC STARS!!                                                                               | ESオールスターズ | 「FUSIONIC STARS!!」 | ゲーム『あんさんぶるスターズ!!』関連曲                                     |
| 2021年6月23日  | FUSIONIC STARS!!                                                                               | フラタニティ | 「エンドレスヴィーデ」 | ゲーム『あんさんぶるスターズ!!』関連曲                                     |
| 2021年7月21日  | スケートリーディング☆スターズ キャラクターソングミニアルバム①                                  | 寺内正太郎（日野聡）、桐山樹（前野智昭） | 「Stacked One Wish」 | テレビアニメ『スケートリーディング☆スターズ』関連曲                        |
| 2021年7月30日  | ツキウタ。 THE ANIMATION2 BD・DVD第7巻特典CD                                                   | Six Gravity、Procellarum | 「月ノ詩。」 | テレビアニメ『ツキウタ。 THE ANIMATION2』エンディングテーマ                |
| 2021年8月25日  | うたの☆プリンスさまっ♪Shining All Star CD3                                                     | 寿嶺二（森久保祥太郎）、黒崎蘭丸（鈴木達央）、美風藍（蒼井翔太）、カミュ（前野智昭） | 「Ready Steady Race!」 | 『うたの☆プリンスさまっ♪』関連曲                                           |
| 2021年9月24日  | アオペラ -aoppella!?-2                                                                         | リルハピ | 「キセキノウタ」 | 『アオペラ -aoppella!?-』関連曲                                            |
| 2021年10月23日 | あんさんぶるスターズ!! FUSION UNIT SERIES 04 Trickstar × fine                                  | Trickstar、fine | 「Crossing×Heart」 | ゲーム『あんさんぶるスターズ!!』関連曲                                     |
| 2021年10月23日 | あんさんぶるスターズ!! FUSION UNIT SERIES 04 Trickstar × fine                                  | Trickstar | 「FUSIONIC STARS!!」 | ゲーム『あんさんぶるスターズ!!』関連曲                                     |
| 2022年2月10日  | アオペラ -aoppella!?-3                                                                         | リルハピ | 「リルリルHappy!」 | 『アオペラ -aoppella!?-』関連曲                                            |
| 2022年6月15日  | アオペラ -aoppella!?- 1st ALBUM -A-                                                            | リルハピ、FYA'M' | 「アオペラの「ア」-introduction song-」 | 『アオペラ -aoppella!?-』関連曲                                            |
| 2022年6月15日  | アオペラ -aoppella!?- 1st ALBUM -A-                                                            | リルハピ | 「RAINBOW」 | 『アオペラ -aoppella!?-』関連曲                                            |
| 2022年7月20日  | デリシャスパーティ♡プリキュア ボーカルアルバム 〜Welcome to Delicious Party〜                  | ローズマリー（前野智昭） | アリノママGLORIOUS | テレビアニメ『デリシャスパーティ♡プリキュア』関連曲                        |
| 2022年9月16日  | アオペラ -aoppella!?-4                                                                         | リルハピ | 「KALEIDOSCOPE」 | 『アオペラ -aoppella!?-』関連曲                                            |
| 2023年1月27日  | URADOL Stage/opening                                                                           | SPYAIM | 「Bright」 | 『URADOL』関連曲                                                           |
| 2023年4月21日  | アオペラ -aoppella!?-5                                                                         | リルハピ | 「Touch the sky」 | 『アオペラ -aoppella!?-』関連曲                                            |
| 2023年9月27日  | アオペラ -aoppella!?-5.5                                                                       | リルハピ、FYA'M'、VadLip | 「5+6+6=Voice to Voice」 | 『アオペラ -aoppella!?-』関連曲                                            |
| 2023年9月27日  | アオペラ -aoppella!?-5.5                                                                       | リルハピ | 「5+6+6=Voice to Voice -街風コラージュ-」 | 『アオペラ -aoppella!?-』関連曲                                            |
| 2024年6月26日  | Stars' Ensemble!                                                                               | 夢ノ咲ドリームスターズ | 「Stars' Ensemble!」 | ゲーム『あんさんぶるスターズ!!』関連曲                                     |
| 2024年6月26日  | BRAND NEW STARS!!                                                                              | ESオールスターズ | 「BRAND NEW STARS!!」 「Walk with your smile」 | ゲーム『あんさんぶるスターズ!!』関連曲                                     |
| 2024年6月26日  | FUSIONIC STARS!!                                                                               | ESオールスターズ | 「FUSIONIC STARS!!」 | ゲーム『あんさんぶるスターズ!!』関連曲                                     |
| 2024年8月14日  | アニメ『刀剣乱舞 廻』キャラクターソングアルバム                                                | 三日月宗近（鳥海浩輔）、山姥切国広（前野智昭）、宗三左文字（泰勇気）、不動行光（阪口大助）、へし切長谷部（新垣樽助）、薬研藤四郎（山下誠一郎）、江雪左文字（佐藤拓也）、小夜左文字（村瀬歩）、一期一振（田丸篤志）、鯰尾藤四郎（斉藤壮馬）、燭台切光忠（佐藤拓也）、鶴丸国永（斉藤壮馬）                           | 「DAYBREAK」 | テレビアニメ『刀剣乱舞 廻 -虚伝 燃ゆる本能寺-』エンディングテーマ          |
| 2024年8月14日  | アニメ『刀剣乱舞 廻』キャラクターソングアルバム                                                | 山姥切国広（前野智昭） | 「DAYBREAK」 | テレビアニメ『刀剣乱舞 廻 -虚伝 燃ゆる本能寺-』関連曲                      |
| 2024年8月14日  | アニメ『刀剣乱舞 廻』キャラクターソングアルバム                                                | へし切長谷部（新垣樽助）、山姥切国広（前野智昭）、鶴丸国永（斉藤壮馬）、燭台切光忠（佐藤拓也）、同田貫正国（櫻井トオル）、大倶利伽羅（古川慎） | 「望郷」 | テレビアニメ『刀剣乱舞 廻 -虚伝 燃ゆる本能寺-』関連曲                      |
| 2024年8月14日  | アニメ『刀剣乱舞 廻』キャラクターソングアルバム                                                | 山姥切国広（前野智昭） | 「望郷」 | テレビアニメ『刀剣乱舞 廻 -虚伝 燃ゆる本能寺-』関連曲                      |
| 2025年7月23日  | 美男高校地球防衛部ハイカラ！ OP&ED                                                             | 蛮華羅新鋭隊 | 「残光 in your eyes」 | テレビアニメ『美男高校地球防衛部ハイカラ!』エンディングテーマ              |
| 2025年8月27日  | 我ら蛮華羅新鋭隊！                                                                             | 百目鬼珠闘麗斗（前野智昭） | 「The way we are」 | テレビアニメ『美男高校地球防衛部ハイカラ!』関連曲                          |

### その他参加楽曲
| 発売日         | 商品名                                                                        | 歌 | 楽曲 | 備考                                                                                   |
| -------------- | ----------------------------------------------------------------------------- | --- | --- | -------------------------------------------------------------------------------------- |
| 2012年2月8日   | 新・百歌声爛II -男性声優編-                                                   | 前野智昭 | 「Butter-Fly」 「STEP」 「ドラゴンボール伝説」 「HERO(キミがヒーロー)」 「僕達は天使だった」 「SARA」 「Get Wild」 「君に触れるだけで」 「アンバランスなKissをして」 「口笛が聴こえる」 |                                                                                        |
| 2013年4月24日  | 八犬伝―東方八犬異聞― Blu-ray第2巻初回限定版特典CD イメージソングCD Vol.2      | 前野智昭、寺島拓篤                                                                                                 | 「風雷行路」 | テレビアニメ『八犬伝―東方八犬異聞―』イメージソング                                     |
| 2018年6月15日  | 恋してMoonlight/伝説のSweetie                                                 | 鳥海浩輔、前野智昭                                                                                                 | 「恋してMoonlight」 「伝説のSweetie」 | テレビ番組『鳥海浩輔・前野智昭の大人のトリセツ』主題歌                                 |
| 2018年9月19日  | Disney 声の王子様 Voice Stars Dream Selection                                 | 前野智昭 | 「Go the Distance」 |                                                                                        |
| 2018年9月19日  | Disney 声の王子様 Voice Stars Dream Selection                                 | 石川界人、上村祐翔、江口拓也、小野賢章、佐藤拓也、武内駿輔、畠中祐、羽多野渉、花江夏樹、日野聡、前野智昭、山下大輝 | 「ミッキーマウス・マーチ」 |                                                                                        |
| 2018年9月19日  | Disney 声の王子様 Voice Stars Dream Selection Amazon特典CD                    | 前野智昭 | 「ミッキーマウス・マーチ」 |                                                                                        |
| 2019年5月17日  | It's Showtime!/Take me to your dream                                          | 鳥海浩輔、前野智昭                                                                                                 | 「It's Showtime!」 「Take me to your dream」 | テレビ番組『鳥海浩輔・前野智昭の大人のトリセツ』第2期主題歌                            |
| 2019年11月22日 | Disney 声の王子様 Voice Stars Dream Live 2019 特典CD                          | 佐藤拓也、武内駿輔、日野聡、前野智昭                                                                               | 「ゼロ・トゥ・ヒーロー」 |                                                                                        |
| 2019年11月22日 | Disney 声の王子様 Voice Stars Dream Live 2019 特典CD                          | 石川界人、上村祐翔、江口拓也、小野賢章、佐藤拓也、武内駿輔、畠中祐、羽多野渉、花江夏樹、日野聡、前野智昭、山下大輝 | 「星に願いを」 |                                                                                        |
| 2019年11月22日 | Disney 声の王子様 Voice Stars Dream Live 2019 Amazon特典CD                    | 前野智昭 | 「星に願いを」 |                                                                                        |
| 2022年7月27日  | [Re:collection] HIT SONG cover series feat.voice actors 〜90's-00's EDITION〜 | 前野智昭 | 「Another Orion」 |                                                                                        |
| 2025年7月2日   | changes from CrosSing                                                         | 前野智昭 | 「changes」 | カバーソングプロジェクト「CrosSing」関連楽曲。オリジナルアーティストはBase Ball Bear。 |

## 書籍
- 前野智昭1stフォトブック one A.M（2016年、主婦の友社。ISBN 4074206013）
- HEAVEN ガルスタゲーム天国フォトブック（2019年、KADOKAWA。ISBN 4049125315）
- 前野智昭2ndフォトブック まえののえま-声叶-（2019年、主婦の友社。ISBN 978-4-07-438825-7）
- 前野智昭のGIANTS YELL!（2019年、主婦と生活。ISBN 978-4-391-64279-7）